# El Dorado
El Dorado es una ciudad de oro legendaria ubicada en el territorio del antiguo Virreinato de Nueva Granada, en una zona donde existen abundantes minas de oro. La realidad es que en el siglo XVI, en la actual Colombia, los exploradores españoles tuvieron noticias de una ceremonia realizada en el altiplano cundiboyacense, donde un cacique se cubría el cuerpo con polvo de oro y realizaba ofrendas en una laguna sagrada.Este pueblo era el muisca y el sitio donde se realizaba la ceremonia habría sido la laguna de Guatavita. La noticia de la riqueza muisca atrajo hasta la sabana de Bogotá a expediciones originadas en Quito (Ecuador), Santa Marta (Colombia) y Coro (Venezuela). La supuesta existencia de un reino dorado motivó numerosas expediciones y se mantuvo vigente hasta el siglo XIX, aunque los relatos de su localización también fue concebida por muchos exploradores hacia las Guayanas, a medida que avanzaba el proceso de conquista y colonización del territorio sudamericano. Sin embargo, no se tuvo éxito en su hallazgo. Algunos de los objetos prehispánicos recuperados por saqueadores en la Laguna de Guatavita se encuentran expuestos en el Museo del Oro en Bogotá.

## Ceremonia del indio dorado

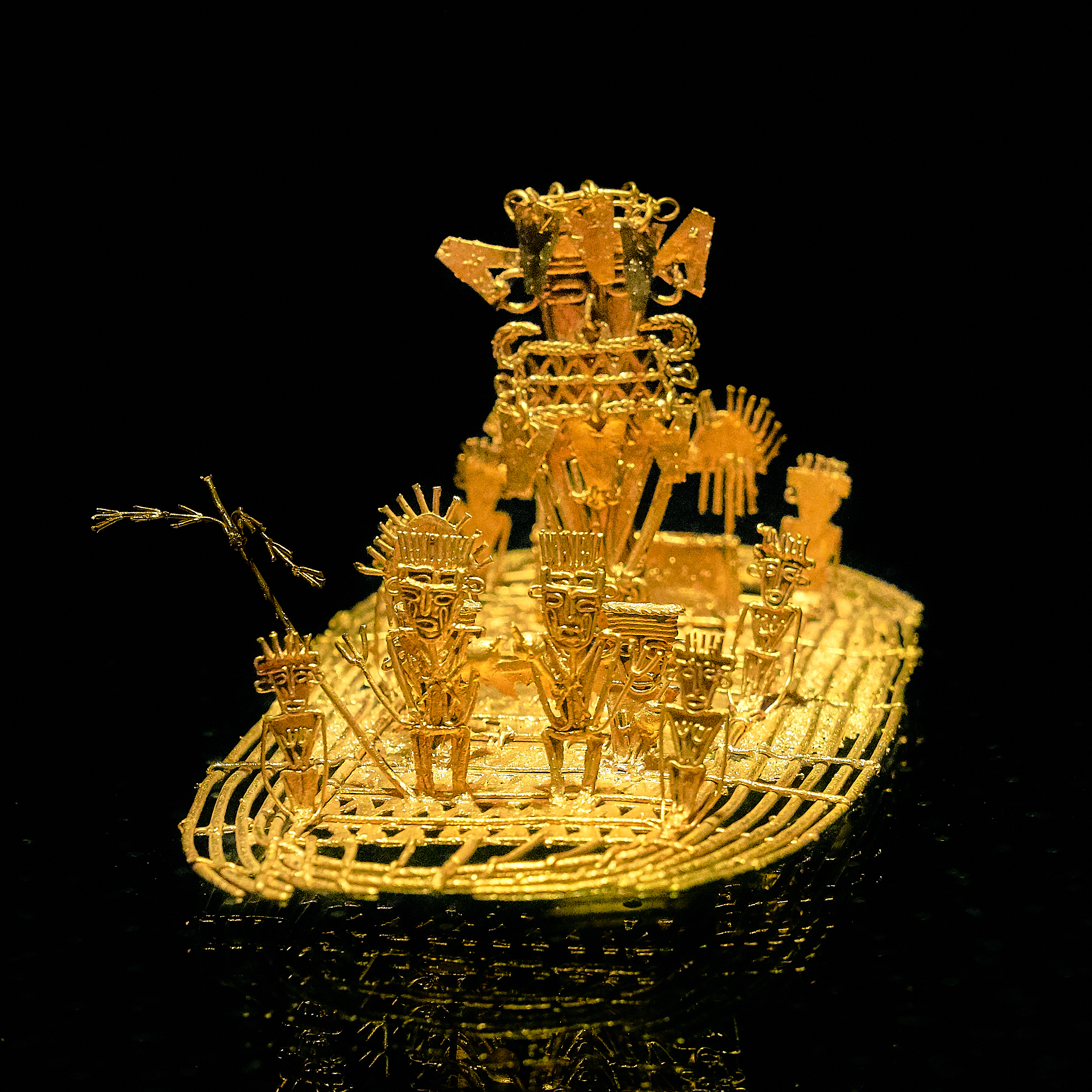
Balsa muisca, evidencia de las ceremonias sagradas que dieron origen a la leyenda de El Dorado.

La ceremonia del indígena dorado de la laguna de Guatavita fue la que probablemente dio origen a la leyenda del mítico reino dorado. Desde tiempos remotos, la laguna de Guatavita era el centro de adoración de una deidad desconocida que se manifestaba en forma de un pequeño dragón o culebra al cual otorgaban ofrendas. Luego, según las crónicas, ocurrió una tragedia en las aguas de la laguna, cuando la Cacica se arrojó a sus aguas junto a su hijo acusada de infidelidad por parte del Cacique. Se suponía que ambos vivían en un maravilloso templo ubicado en el fondo de la laguna. Más tarde se instauró la ceremonia religiosa que debía ser realizada por los futuros caciques antes de ejercer el poder. Allí el gobernante debía ser cubierto totalmente con polvo de oro y luego trasladarse en balsa al medio de la laguna, donde arrojaba objetos de oro y esmeraldas en símbolo de ofrenda. Sin embargo, esta ceremonia había dejado de llevarse a cabo mucho antes de la llegada de los españoles.

En aquella laguna de Guatavita se hacía una gran balsa de juncos, y aderezábanla lo más vistoso que podían… A este tiempo estaba toda la laguna coronada de indios y encendida por toda la circunferencia, los indios e indias todos coronados de oro, plumas y chagualas… Desnudaban al heredero [...] y lo untaban con una liga pegajosa, y rociaban todo con oro en polvo, de manera que iba todo cubierto de ese metal. Metíanlo en la balsa, en la cual iba parado, y a los pies le ponían un gran montón de oro y esmeraldas para que ofreciese a su dios. Entraban con él en la barca cuatro caciques, los más principales, aderezados de plumería, coronas, brazaletes, chagualas y orejeras de oro, y también desnudos… Hacía el indio dorado su ofrecimiento echando todo el oro y esmeraldas que llevaba a los pies en medio de la laguna, seguíanse luego los demás caciques que le acompañaban. Concluida la ceremonia batían las banderas... Y partiendo la balsa a la tierra comenzaban la grita... Con corros de bailes y danzas a su modo. Con la cual ceremonia quedaba reconocido el nuevo electo por señor y príncipe.
Juan Rodríguez Freyle

## Origen de la leyenda

### Primeras noticias del Perú

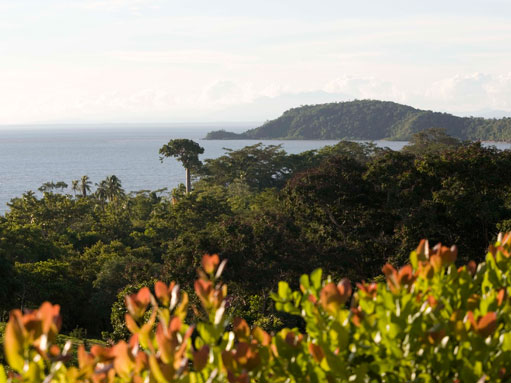
Vista de Panamá. Aquí los españoles recibieron las primeras noticias sobre las riquezas del Perú.

La historia sobre las grandes riquezas de Sudamérica se inicia en Panamá, cuando el conquistador Vasco Núñez de Balboa emprende las primeras expediciones hacia el interior del istmo. En su camino, los españoles se cruzan con la tribu del indio Comagre, del cual reciben esclavos y algo de oro, entre otras cosas. Según las crónicas, cuando Núñez de Balboa realiza el reparto del oro entre los soldados, se produce una riña entre algunos españoles inconformes con la partición. En ese momento, Panquiaco, hijo mayor de Comagre, golpea la balanza, y dice:

Si yo supiera, cristianos, que sobre mi oro habíades de reñir, no vos lo diera, ca soy amigo de toda paz y concordia. Maravíllome de vuestra ceguera y locura, que deshacéis las joyas bien labradas por hacer de ellas palillos, y que siendo tan amigos riñáis por cosa vil y poca. Más os valiera estar en vuestra tierra, que tan lejos de aquí está, si hay tan sabia y pulida gente como afirmáis, que no venir a reñir en la ajena, donde vivimos contentos los groseros y bárbaros hombres que llamáis. Mas empero, si tanta gana de oro tenéis, que desasoguéis y aun matéis los que lo tienen, yo os mostraré una tierra donde os hartéis de ello.

Maravillados, los españoles le preguntaron a cuánta distancia estaba de allí, a lo que Panquiaco respondió que se llamaba «Tumanamá» y que estaba a seis jornadas de distancia, aunque en su camino debían atravesar unas sierras antes de llegar a la otra mar. Por intermedio de este relato es que Vasco Nuñez de Balboa va a descubrir en 1513 el océano Pacífico, al cual va a bautizar con el nombre de «mar del Sur».
En 1519 se funda la Ciudad de Panamá sobre las costas del Pacífico, y tres años después, Pascual de Andagoya emprende un viaje hacia las costas del sureste, hasta el golfo de San Miguel, donde los indios del lugar le cuentan que todas las lunas llenas venía gente por el mar en canoas a hacerles la guerra desde una provincia ubicada al sur llamada Birú (luego Perú). Así es que Andagoya se embarca a explorar aquellas costas llegando hasta el actual río San Juan (Colombia), donde recoge las primeras noticias del Imperio Inca. Desde entonces, según relata el cronista Gonzalo Fernández de Oviedo, en Darién «no se hablaba de otra cosa, sino de la rica y lejana provincia de Perú».
En 1524, los españoles Francisco Pizarro, Diego de Almagro y Hernando de Luque se asocian para descubrir aquella tierra desconocida. Pasaron allí dos años de continuos fracasos, recorriendo las costas de Sudamérica sin encontrar nada relevante. En las luchas con los indios Diego de Almagro incluso perdió un ojo, acuñando la frase "Este negocio me ha costado un ojo de la cara". El punto de inflexión se produjo en la Isla del Gallo (Colombia), cuando Diego de Almagro partió hacia Panamá en busca de refuerzos mientras Francisco Pizarro lo aguardaba con el resto de los ochenta soldados en dicha isla, quedándose varios de ellos retenidos en contra de su voluntad. El gobernador de Panamá, Pedro de los Ríos, enterado de las penurias que estaban pasando aquellos hombres, exige que se les permita regresar sin ningún tipo de impedimento. En ese entonces, el descontento entre la tropa era ya muy grande y casi todos mostraban intenciones de querer desertar. En esa situación extrema, con todo a punto de perderse, Francisco Pizarro desenvainó su espada, marcó una línea en la arena y desafió a sus soldados diciéndoles que debían elegir entre quedarse de ese lado, yéndose a Panamá a ser pobres, o arriesgarse a cruzar la línea hacia el Perú, donde se harían ricos. Solo trece hombres decidieron continuar en la expedición, quienes luego serían conocidos como los "Trece de la Fama". Poco después, tras continuar navegando hacia el sur, en abril de 1528, Pizarro y sus hombres desembarcaron en Tumbes (Perú), donde hallaron grandes riquezas. Tras conseguir lo que tanto habían anhelado, Pizarro retornó a Panamá con el objetivo de que el rey de España lo nombrara Gobernador del Perú, marcando el inicio de la conquista del Imperio Inca.

### La conquista de Colombia

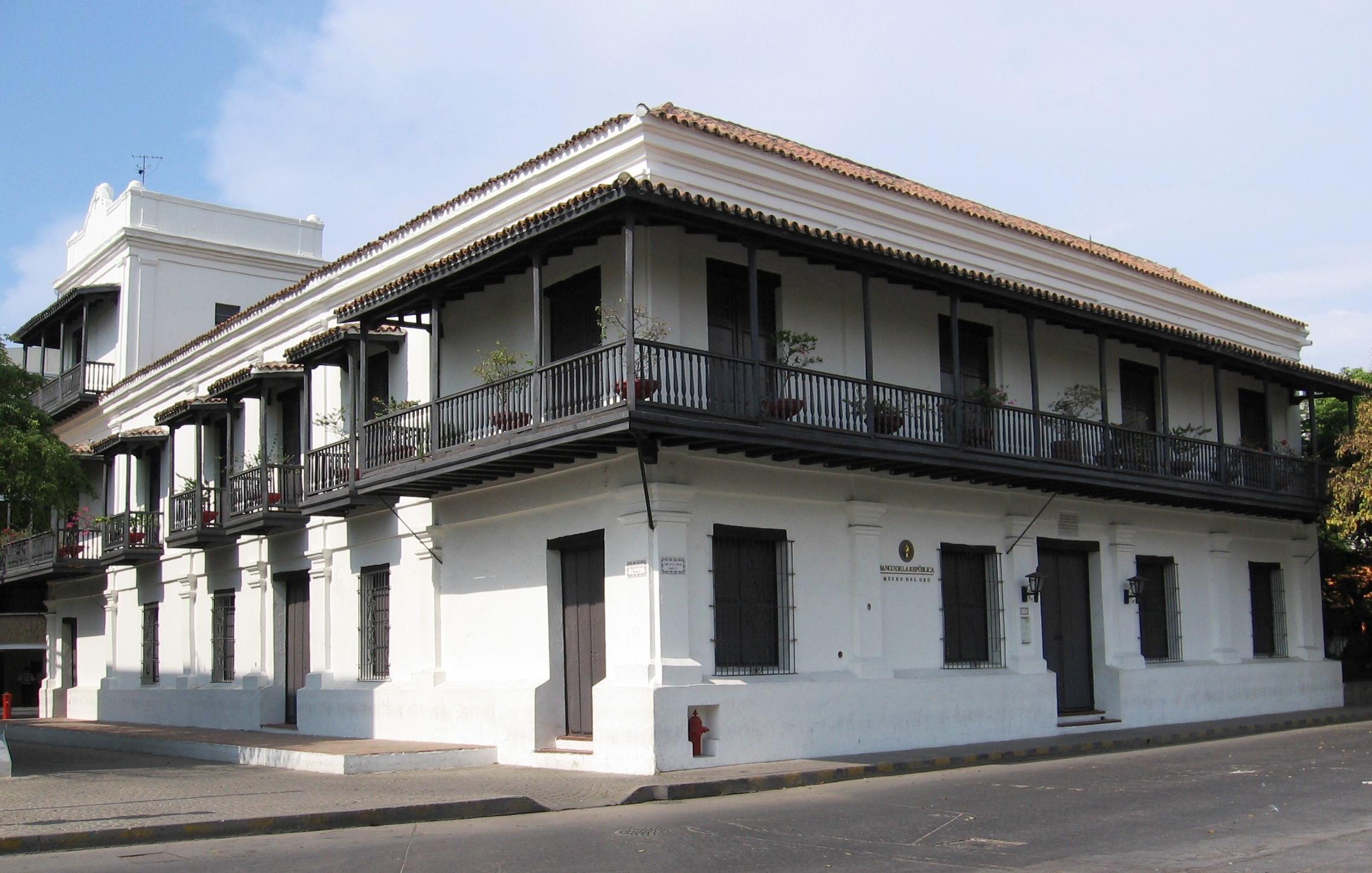
Edificio virreinal en Santa Marta, Colombia.

El primer asentamiento estable de los españoles en territorio neogranadino fue Santa Marta, fundada en 1525 por Rodrigo de Bastidas. Allí se inició la conquista de las tribus vecinas que en su mayoría eran ricas en oro, lo cual acrecentó aún más la ambición de los europeos. Las tribus americanas descubrieron prontamente la debilidad de los españoles por los metales preciosos y utilizaron esto a su favor creando numerosas fábulas sobre lugares maravillosos en los confines de la región.
El término «El Dorado» se aplicó, en general, a casi todas las creaciones fantásticas, inventadas por los nativos americanos o imaginadas por los propios españoles. El primer "Dorado" del que se tiene registro fue el mítico cerro de oro que estaba ubicado supuestamente en el valle de los Tayronas, unos aborígenes guerreros que dominaban a las demás tribus de la región de Santa Marta.
El impulso definitivo para la conquista del continente se produjo en 1528, cuando Francisco Pizarro envió a España los tesoros descubiertos por él en Tumbes (Perú). El desconocimiento general de la geografía sudamericana hizo creer a los españoles que, yendo hacia el sur desde la costa colombiana o venezolana, podrían encontrar el océano Pacífico, ya que suponían que la costa seguía la misma orientación que en Panamá, es decir, en dirección este-oeste.
Cuando la noticia de las riquezas descubiertas en Tumbes llegó a Santa Marta, se organizó desde allí una expedición a cargo de Pizarro, quien delegó a Gonzalo Jiménez de Quesada con el objetivo de encontrar una ruta al mar del Sur y así adelantarse en la conquista del río Magdalena y la sabana cundiboyacense. La primera expedición, encabezada por el gobernador interino Pedro Badillo, logró bordear la Sierra Nevada y llegar a Valledupar. El siguiente gobernador, García de Lerma, dirigió las primeras exploraciones del río Magdalena, convencido de que este atravesaba toda Sudamérica hasta donde estaba el Imperio Inca.
Sin autorización por parte del gobierno de Santa Marta, Jiménez de Quesada se adentró en el territorio de Chibchas y Muiscas, encontrando la Laguna de Guatavita y sus resplandecientes tesoros de oro y esmeraldas. Convencido de su éxito, conquistó las altas tierras de la sabana cundiboyacense y fundó la ciudad de Santa Fe de Bogotá. Los indígenas esclavizados fueron repartidos como encomienda y se aseguró regresar a España con los tesoros arrebatados.

### La conquista de Venezuela

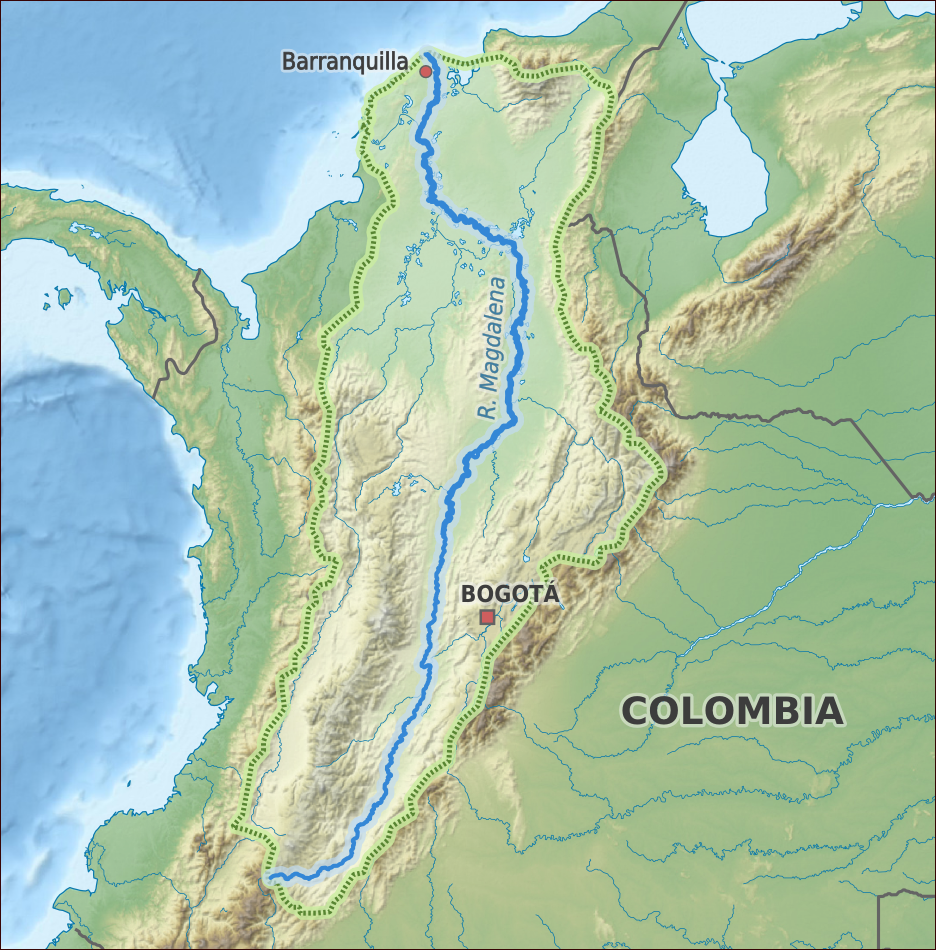
Cuenca del río Magdalena, la cordillera Oriental y el lago de Maracaibo.

En 1531 el conquistador ibérico Diego de Ordás exploró por primera vez el río Orinoco en busca de los ricos pueblos del Perú. Tras muchas dificultades, la expedición llegó a la altura del cruce con el río Meta y los indios del lugar le informaron de Manoa, donde había mucho oro, pero río arriba, lo que le hizo suponer que en su origen se hallaban grandiosas minas de oro. Los indígenas también le contaron que en esas tierras habitaba un príncipe muy poderoso, que era tuerto, y que utilizaba animales de monta como los caballos, pero que eran más pequeños que los ciervos, por lo que Ordaz supuso que se trataba de ovejas del Perú (llamas).
Diego Ordás retornó a la costa pretendiendo realizar una segunda expedición por tierra, pero falleció antes de poder realizarla.
En la misma época, Antonio Sedeño, gobernador de la isla Trinidad, se decidió a intervenir en la costa venezolana en busca del oro que provenía según él de la «Tierra Firme». Sedeño llegó a penetrar en el territorio; sin embargo, falleció envenenado en el valle de los Tiznados en 1537.
En 1533, Jerónimo de Ortal había sido nombrado Gobernador de Paria al este de Venezuela. Por aquel entonces, Francisco Pizarro seguía avanzando en la conquista del Perú y ese mismo año envía a España el tesoro obtenido en Cajamarca por el frustrado rescate de Atahualpa. Si bien Pizarro recolectaba numerosas piezas de oro, aún no había descubierto dónde se hallaban las minas de donde se extraía dicho metal, lo que hacía suponer que estaban en el interior del territorio sudamericano. Dortal llegó a Paria en 1534 y allí se asoció con Alonso de Herrera, antiguo lugarteniente de Diego de Ordás. Herrera remontaría el Orinoco y Ortal realizaría el mismo trayecto pero por vía terrestre, reuniéndose ambos a la altura del cruce entre los ríos Orinoco y Meta. Herrera llegó primero al objetivo y, en lugar de esperar a su socio, decidió continuar río arriba por el Meta hasta los llanos, donde murió en un enfrentamiento con los indios. Poco después, Dortal llegó hasta el mismo lugar donde había fallecido Herrera y decidió emprender el regreso, convencido de que allí no había oro.
En 1528, los banqueros alemanes Welser de Augsburgo obtuvieron la gobernación de Venezuela. Un año después, Ambrosio Alfinger llegó a Coro, desde donde encabezó una expedición hacia el sur del lago Maracaibo, donde pretendía encontrar un paso hacia el océano Pacífico. A su regreso a Coro, Alfinger dijo haber visto ovejas del Perú y hombres vestidos con mantas. Al no encontrar oro en el interior de Venezuela, los expedicionarios alemanes decidieron aventurarse por el río Magdalena. En 1530 llegaron a las tierras que actualmente forman los departamentos del Cesar y Norte de Santander en Colombia, y avanzando por el Valle de Upar la expedición llegó en 1532 hasta la Sabana de los Caracoles, lugar donde hoy se encuentra Bucaramanga. Allí Alfinger tuvo noticia por los indios de la existencia de una provincia muy rica llamada “Xerira”, aunque se le hacía imposible llegar hasta ella por falta de gente y armamento. Durante el viaje de regreso, los indios mataron a  Alfinger, aunque la noticia de "Xerira" llegó hasta la costa Caribe. Hoy en día se entiende que “Xerira” era simplemente la meseta de "Jerida" (o Jerira) habitada por los indios de la comunidad chibcha; sin embargo, este relato sobre una provincia rica y la muerte de Alfinger no hicieron más que alimentar la versión de una tierra mítica ubicada en el suroeste.
En una carta de la Real Audiencia de Santo Domingo, fechada el 30 de enero de 1534, se informa a Su Majestad sobre las riquezas del Perú y su temor de que los colonos abandonen las islas del Caribe para irse a Sudamérica. Sin embargo, lo interesante del relato es que describe la existencia de una tierra aún más rica que el Perú, ubicada en el interior del continente:

[…] según por información a habido de los que de allá han venido que tienen por cierto según las alturas y las graduaciones que en la costa de Tierra Firme el paraje de enfrente de esta isla y de la de San Juan entrando por ella a línea recta al sur y medio día llegados a la línea equinoccial y antes y después de pasados de ella se dará en lo mejor de todas las riquezas de aquella tierra, porque esta casi en el medio del Río de la Plata que está al oriente y de la otra tierra del Perú que esta al occidente y que entrando como están tomados los extremos entrando por éste medio descubrirán lo bueno del todo ello a lo cual ninguno de los descubridores de la Plata y del Perú podrán llegar en mucho tiempo.
Real Audiencia de Santo Domingo, 30 de enero de 1534.

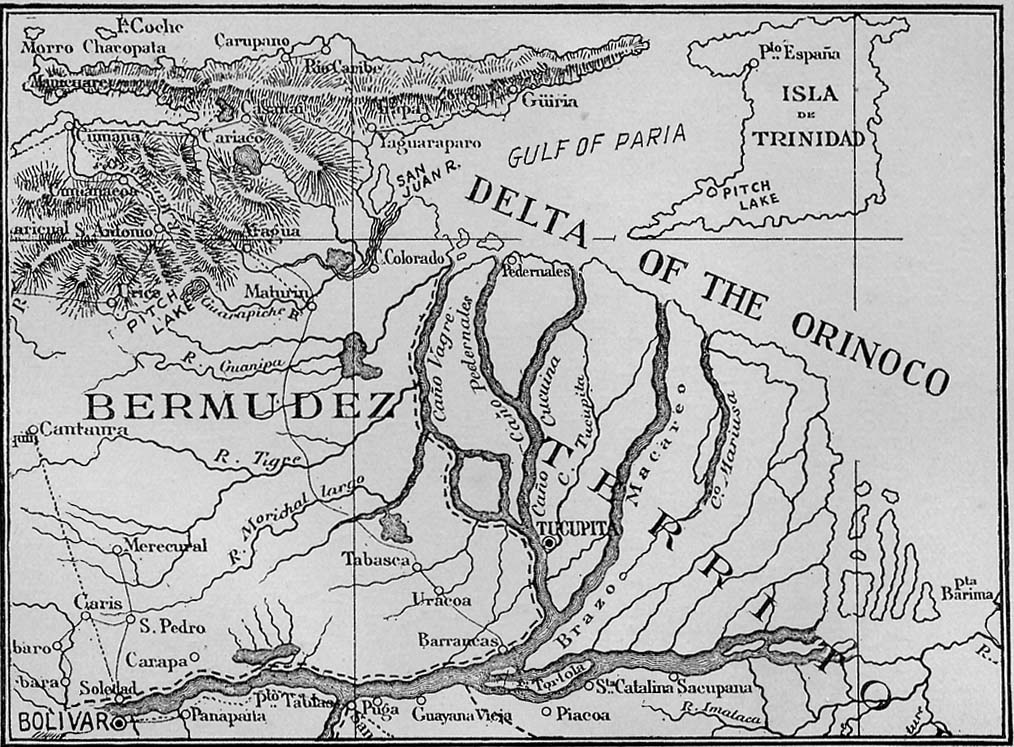
Mapa de 1897 con el Bajo Orinoco, el golfo de Paria y la isla de Trinidad.

Así es que en Colombia se conjeturan tres posibles ubicaciones para esta tierra mítica, dos de ellas vinculadas directamente a la influencia muisca. La primera referencia es la obtenida por Alfinger en el bajo del río Magdalena, sobre una rica provincia llamada "Xerira", o sea parte de la meseta muisca. La segunda variante la había aportado Diego de Ordás cuando los indios del Meta, probablemente los goahibo, le cuentan sobre las grandes riquezas que había río arriba, en los Andes orientales, cerca del lugar donde habitaban los muiscas. La tercera versión es la de la propia Real Audiencia de Santo Domingo, que ubicaba estas grandes riquezas al sur de Venezuela a la altura de la línea del Ecuador.
Jorge de Espira o Spira fue designado por los Welser como nuevo Gobernador de Venezuela tras la muerte de Alfinger. Espira llegó a Coro en 1534 y organizó inmediatamente una expedición rumbo a las tierras al sur del lago de Maracaibo y más allá de las sierras de Carora, donde se suponía existía oro en abundancia. El nuevo Gobernador encargó a Nicolás de Federmann partir a Santo Domingo en busca de los recursos necesarios para semejante viaje y luego encontrarse ambos en las sierras de Carora. El objetivo de los conquistadores venezolanos era llegar a la mítica provincia de "Xerira" y si bien el camino más sencillo era ingresando por Valledupar, Espira decidió no hacerlo por allí, ya que dicho territorio pertenecía a Santa Marta, cuyas autoridades habían destinado un destacamento en el lugar con el fin de evitar nuevas intromisiones de los venezolanos. Otro camino directo hubiese sido el valle del río Zulia, pero la muerte de Alfinger por parte de indios belicosos hizo que se descartara esta opción. La única vía posible era entonces rodear la Cordillera Oriental, considerada un cordón montañoso aislado como la Sierra Nevada de Santa Marta, y desde allí ingresar a "Xerira". Sin embargo, Espira descubrió que las montañas continuaban hacia el suroeste, siendo este un ramal de la Cordillera de los Andes, que se extiende desde allí hasta el lejano Estrecho de Magallanes, en la otra punta del continente. Sin noticias de Federmann y acosado por los indios y las lluvias, Espira decide acampar en las orillas del río Upía, donde fueron diezmados por los tigres que había en la zona. Allí los indios le comentan a los europeos sobre la existencia de los muiscas, mas convencido de que se trataba de un engaño para desviarlo de su camino, el gobernador decide continuar por los llanos un poco más hacia el sur, sin obtener resultado alguno. Desalentada, la expedición emprende el definitivo retorno a la costa venezolana.
Mientras tanto, en 1536, Nicolás de Federmann parte finalmente desde Coro con la misión de socorrer a Espira de quien no se había tenido más noticia. El itinerario de esta exploración sería por los Llanos de Carora hasta la cabecera del río Guaviare. Allí Federmann descubre también que la Cordillera Oriental no era un cordón montañoso aislado, por lo que resolvió emprender su cruce, ya que los indios del lugar le afirmaron que el oro lo adquirían de “la otra banda de la Sierra que quedaba sobre mano derecha hacia el poniente”. Federman y su gente llegaron a la sabana de Bogotá en marzo de 1539.

### Surgimiento de El Dorado

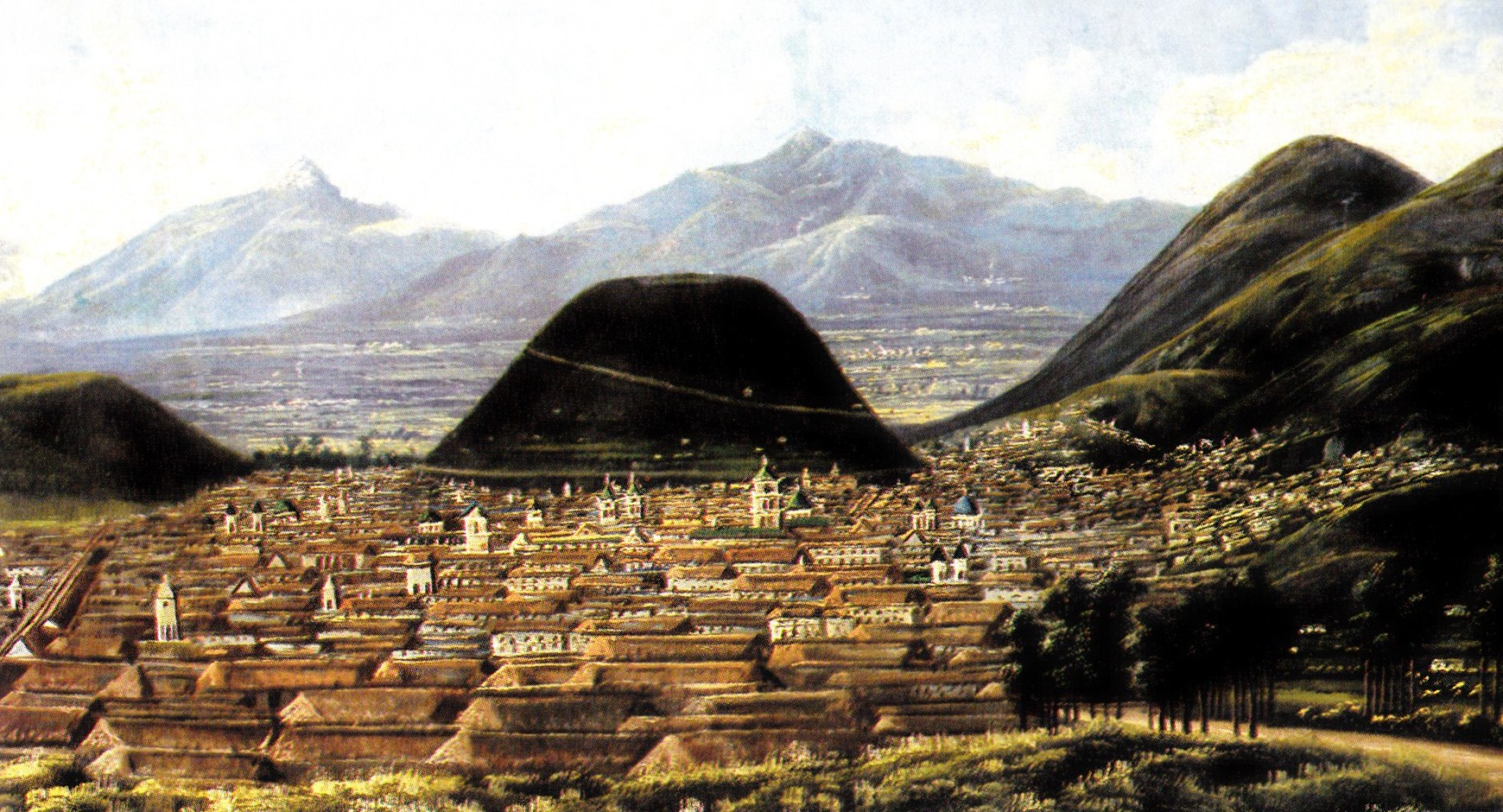
Vista de Quito a mediados del.

En 1534, mientras Cuzco caía en manos de Pizarro, Sebastián de Belalcázar emprendía hacia el norte la conquista de Quito (Ecuador), que se suponía igualmente rica, aunque los españoles no encontraron tesoros allí. Belalcázar continuó explorando el territorio, ya que un indio en Latacunga (Ecuador) le había comentado sobre su lugar de origen, una tierra más al norte llamada Cundinamarca, cuya tribu había perdido una gran batalla con los chizcas (chibchas). Según aquel prisionero, el rey de su tribu solía cubrirse el cuerpo con oro en polvo para ofrendarlo a los dioses, naciendo allí la actual leyenda de El Dorado, que más tarde se fusionaría con otros rumores y mitos que llevaron a creer que se trataba de toda una ciudad o reino construido enteramente en oro. Desde aquel entonces, los españoles de Quito comenzaron a denominar ese territorio como la provincia de El Dorado.
Así es que Belalcázar sale “en demanda de una tierra que se dice El Dorado y Pasquies”, según declara el tesorero, Gonzalo de la Peña, en julio de 1539. La ilusión de Belalcázar era conquistar estas tierras y llegar al mar de las Antillas, que se suponía cercano a Quito. Desde allí, evitando el viaje por el Pacífico hasta Panamá, podría embarcarse directamente rumbo a España sin tener que cruzarse con Pizarro, del cual pretendía independizarse. Las tropas de Belalcázar y su madre avanzaron por las provincias de Pasto y Popayán, atravesaron el valle de Neiva y llegaron hasta la sabana de Bogotá, donde se encontraron con las expediciones de Nicolás de Federmann y Gonzalo Jiménez de Quesada que habían avanzado desde Coro y Santa Marta, respectivamente.

### Gonzalo Jiménez de Quesada

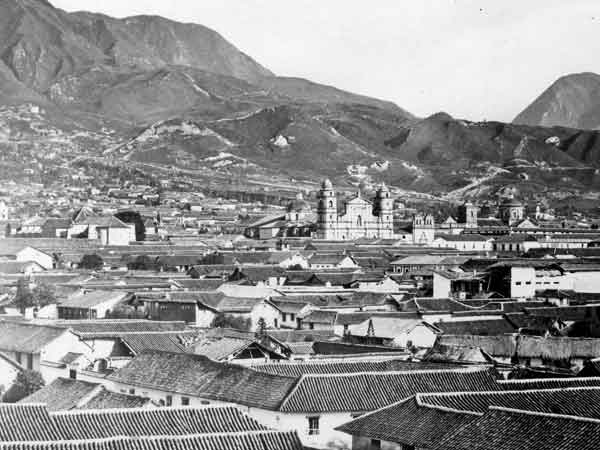
Vista de Bogotá en el.

En 1535, llega a Santa Marta el teniente de gobernador, Gonzalo Jiménez de Quesada, quien decidió organizar una excursión hacia el interior del territorio, siguiendo el curso del río Grande (río Magdalena), con el objetivo de alcanzar el Perú. En su camino, Quesada observó un hecho curioso: a lo largo del río los indios consumían granos de sal traídos desde la costa de Santa Marta. Sin embargo, una vez recorridas setenta leguas de distancia, la sal era ya muy cara y escasa. Luego de esto, comenzaron a observar indios que consumían otra sal, ya no en granos, sino en panes similares a los terrones de azúcar, y a medida que avanzaban por el río, la sal era cada vez más barata, lo que llamó la atención de los conquistadores. Según los indios, las tierras de donde provenía dicha sal pertenecían a un señor poderoso que poseía grandes riquezas.
Los españoles decidieron explorar el origen de dicha sal, llegando así hasta las tierras de la Confederación muisca, un pueblo rico en oro y esmeraldas que habitaba en el altiplano cundiboyacense. Allí Jiménez de Quesada llevaría adelante la conquista de este pueblo y fundaría la ciudad de Bogotá.
Las costumbres religiosas de los muiscas incluían ofrendar oro y piedras preciosas a sus dioses, en adoratorios retirados, casi inaccesibles, que eran principalmente lagunas ubicadas en la cúspide de las montañas. El adoratorio más importante lo constituía la laguna de Guatavita, que era a su vez la plaza mejor fortificada de los muiscas. Una de las costumbres que más llamó la atención de los españoles fue la que se realizaba para investir a los nuevos caciques de Guatavita, que fue bautizada por los europeos como la ceremonia de El Dorado. Según los cronistas, cuando moría el cacique de Guatavita, su sobrino y futuro cacique era ungido con una masa pegajosa de tierra mezclada con oro en polvo y trasladado al centro de la laguna de Guatavita, donde debía arrojar piezas de oro y esmeraldas como ofrenda. Sin embargo, este ritual se había dejado de efectuar tras la pérdida de autonomía que sufrió Guatavita. La veracidad de este relato se confirmó en 1856 mediante el hallazgo de una pieza de oro, conocida como la «balsa muisca», aunque esta luego desapareció y más tarde se descubrió una similar en 1969, que actualmente está expuesta en el Museo del Oro en Bogotá. Paradójicamente, ninguna de estas dos balsas se encontró en la laguna de Guatavita, sino que la primera se descubrió en la laguna Siecha y la segunda apareció en una cueva del municipio de Pasca.
La razón por la cual esta ceremonia se realizaba en la laguna de Guatavita era porque los sacerdotes muiscas afirmaban que allí se había arrojado la Cacica con su hijo huyendo del Cacique que la había acusado por infidelidad. Según la historia, la Cacica y su hijo vivían en un magnífico palacio construido en el fondo de la laguna. Esta creencia también se difundió entre los españoles, dando fama a aquel "Dorado".
El derecho sobre estos territorios recién descubiertos permaneció unos años en disputa entre Gonzalo Jiménez de Quesada, Sebastián de Belalcázar y el alemán Nicolás de Federmán. El segundo, proveniente de Quito (Ecuador), reclamaba el territorio a nombre de Francisco Pizarro, conquistador del Perú, y el tercero, que venía de Coro (Venezuela), lo hacía por los banqueros alemanes Welser, arrendatarios de la provincia de Venezuela.

## Búsqueda de El Dorado

### Alonso de Alvarado

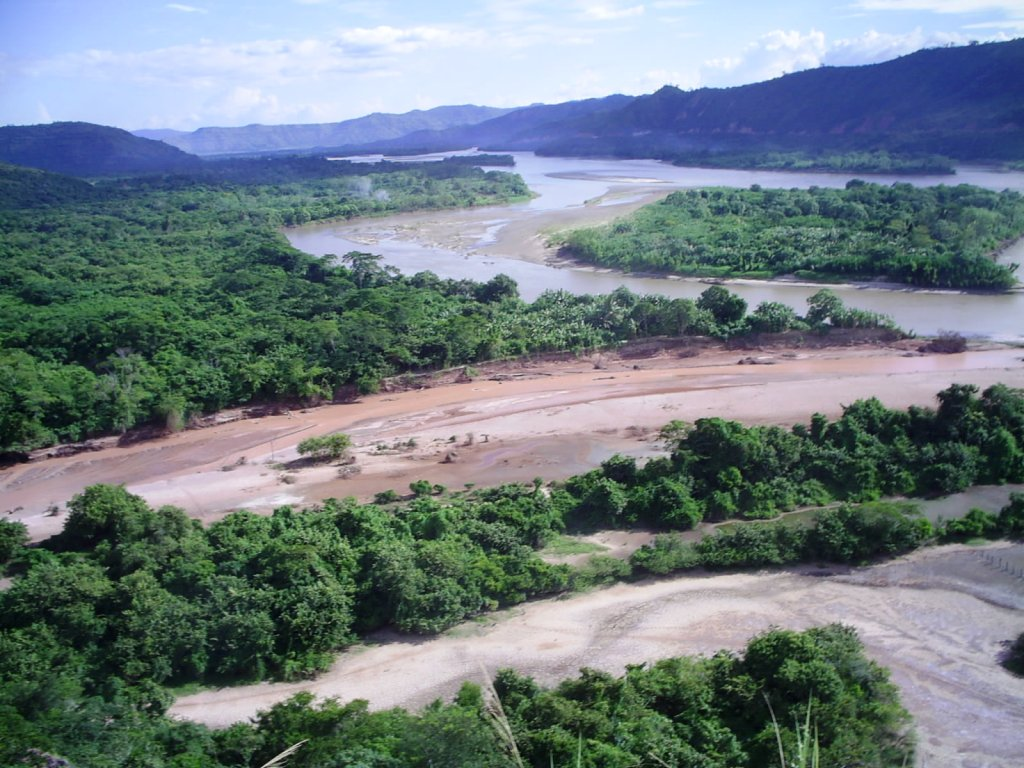
Vista del río Huallaga.

Sobrino del Adelantado Pedro de Alvarado, conquistador de gran parte de la América Central, Alonso de Alvarado sirvió al mando de su tío, primero en Guatemala y luego en Ecuador. Posteriormente, Francisco Pizarro lo nombró capitán y le encomendó el descubrimiento del país de los chachapoyas. Una vez concluido dicho objetivo, Alvarado fundó el pueblo de San Juan de la Frontera de los Chachapoyas y continuó su avance hacia el Oriente. Sin embargo, a medida que ingresaba en la amazonía, la tierra se volvía más boscosa y el clima más lluvioso, lo que agotó a las tropas, decidiendo Alvarado poner fin a aquella travesía. Poco después se produjo el alzamiento del Manco Inca contra Cusco, por lo que Francisco Pizarro lo convocó para sofocar la rebelión. Alonso de Alvarado respondió a la llamada de Pizarro decidiendo el traslado de la población de San Juan de la Frontera hacia Trujillo, mientras que él iría hacia Lima y luego hacia Cusco para socorrer a las tropas españolas. Tras el sofocamiento de la rebelión incaica estalló la guerra civil entre los conquistadores del Perú, Francisco Pizarro y Diego de Almagro, ubicándose Alvarado en el bando de los pizarristas. Después de la victoria en la Batalla de las Salinas, Alonso de Alvarado solicitó proseguir con la conquista de la región de los chachapoyas, petición que fue aceptada por Hernando Pizarro. Nuevamente refundó San Juan de la Frontera y procedió a buscar un gran río del cual hablaban los naturales del lugar, siendo este el río Huallaga, afluente del Marañón. Estando allí, recibió la noticia de que al otro lado del río, a quince jornadas de distancia y pasando una gran montaña, se hallaba una tierra llana con un gran lago donde habitaba un "orejón del linaje de los incas" llamado Ancallas (Ancoallo). Alonso empezó a construir una barca para cruzar las correntosas aguas del Huallaga, pero cuando estaba por terminarla, le informaron sobre un amotinamiento de los indios de San Juan de la Frontera, por lo que tuvo que regresar, dejando a cargo de su hermano, Hernando de Alvarado, el descubrimiento de aquel gran reino. Hernando debió avanzar por terrenos desfavorables, penetrando selvas y montañas hasta que la tropa amenazó con amotinarse, lo que determinó el regreso a San Juan de la Frontera.
Conseguida la tregua con los curacas chachapoyas, Alonso de Alvarado se fue a Lima para traer refuerzos e informar al marqués sobre su descubrimiento. Sin embargo, mientras regresaba con más gente a San Juan de la Frontera, se produce la ejecución de Francisco Pizarro por los almagristas dirigidos por Almagro el Mozo, hijo de Diego de Almagro, quien a su vez había sido asesinado en 1538 por los pizarristas. Alonso de Alvarado respondió nuevamente al bando de los pizarristas, quienes consiguieron la derrota de Almagro el Mozo, tras lo cual Alvarado decidió regresar a la Península, donde permanecería durante tres años. Ansioso de retornar a Chachapoyas y ante la nueva guerra civil que esta vez enfrentaba a Gonzalo Pizarro con el Virrey Blasco Nuñez Vela, el príncipe solicitó a Alvarado que acompañara a Pedro de la Gasca, quien tenía la misión de restaurar el orden en el Perú. Si bien Gonzalo Pizarro fue vencido rápidamente, las sublevaciones continuaron, siendo Alvarado uno de los principales defensores de la autoridad real. Alonso de Alvarado finalmente resultó herido de muerte tras la batalla de campo de Chuquinga, sin poder regresar a Chachapoyas.

### Francisco de Orellana

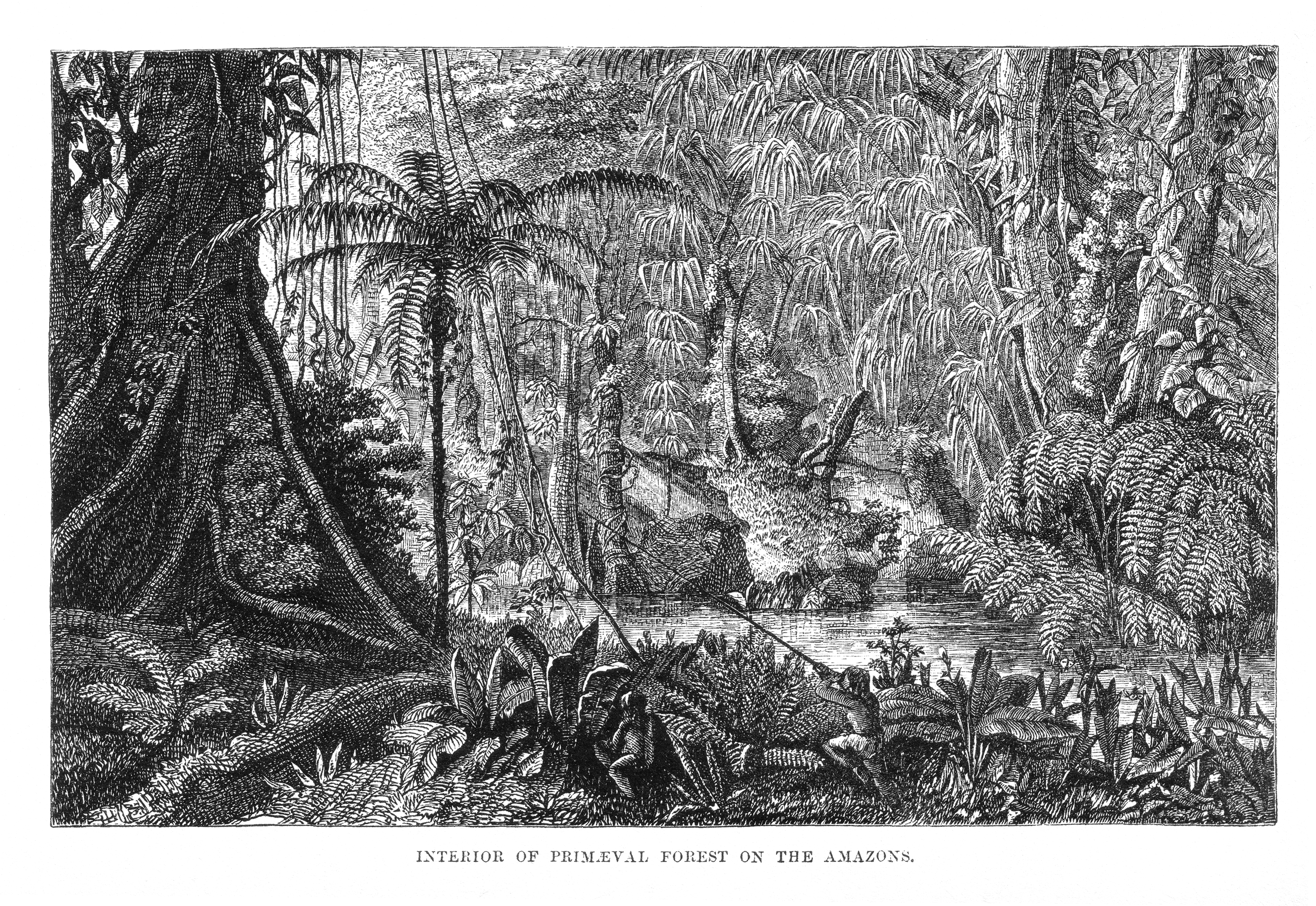
Grabado naturalista del río Amazonas, obra de Henry Walter Bates (1863).

Tras la deslealtad de Sebastián de Belalcazar, Francisco Pizarro nombra a su hermano, Gonzalo, Gobernador de Quito y Capitán General de la expedición que debía descubrir un lugar al que llamaban el "País de la Canela". Dicha expedición partió desde Quito en diciembre de 1540 hacia el oriente hasta Cumaco, un lugar ubicado en la base de un volcán, donde se hallaban los árboles de canela que buscaban. Sin embargo, esta canela era de inferior calidad que la de las Indias Orientales, cuyo monopolio pertenecía a los portugueses. Disconforme con este hallazgo, Pizarro decidió seguir hasta el río Coca, al que llegaron en julio de 1541. Luego descendieron río abajo, hasta que no pudieron avanzar más debido al hambre que estaban padeciendo. Allí, Francisco de Orellana se ofreció a continuar con un bergantín en busca de comida para luego regresar y socorrer al resto de la expedición. Gonzalo Pizarro accedió y así fue que, acompañado por 57 hombres y fray Gaspar de Carbajal, Orellana partió el 26 de diciembre de 1541, siguiendo río abajo por el Coca y luego por el Napo. El plan de Orellana no era retornar adonde estaba Pizarro, sino encabezar su propia expedición en busca de riquezas. Una vez encontrados los ansiados alimentos, Orellana prosiguió su curso hasta el río Grande, el que luego sería conocido como río de las Amazonas o de Orellana. Al ver que no había novedades de la avanzada, Pizarro decidió continuar por tierra, hasta que finalmente confirmó la deserción de Orellana y tuvo que emprender el duro regreso a Quito.
Mientras tanto, en la provincia de Machifaro, a orillas del río Amazonas, Orellana tuvo noticia de que tierra adentro, a mano izquierda, existía un gran señor llamado Aomagua. Poco más adelante, en una aldea hallaron los españoles algo de oro y plata y gran cantidad de loza vidriada. Allí los aldeanos confirmaron que, yendo tierra adentro, había muchos de aquellos metales. Orellana quiso investigar dicha noticia, descubriendo a su paso dos caminos reales, por los que avanzó unas dos millas, observando que dichos caminos se ensanchaban más a cada paso. Por último, Orellana volvió a la aldea y se embarcó para continuar con su gente río abajo. El 24 de junio de 1542, la expedición fue atacada por feroces indias guerreras, que les hicieron recordar a las mitológicas mujeres "amazonas", particularidad que terminó marcando el nombre de aquel río y de toda la región. Una vez llegado al océano Atlántico, Orellana partió rumbo a España con el fin de ser nombrado conquistador del País de las Amazonas. En virtud del importante descubrimiento realizado, el Consejo de Indias relativizó la traición a Gonzalo Pizarro y le extendió la capitulación. Sin embargo, en febrero de 1546 Orellana falleció víctima de las fiebres en la desembocadura del río Amazonas cuando se disponía a incursionar nuevamente por aquellas tierras.

### Hernán Pérez de Quesada

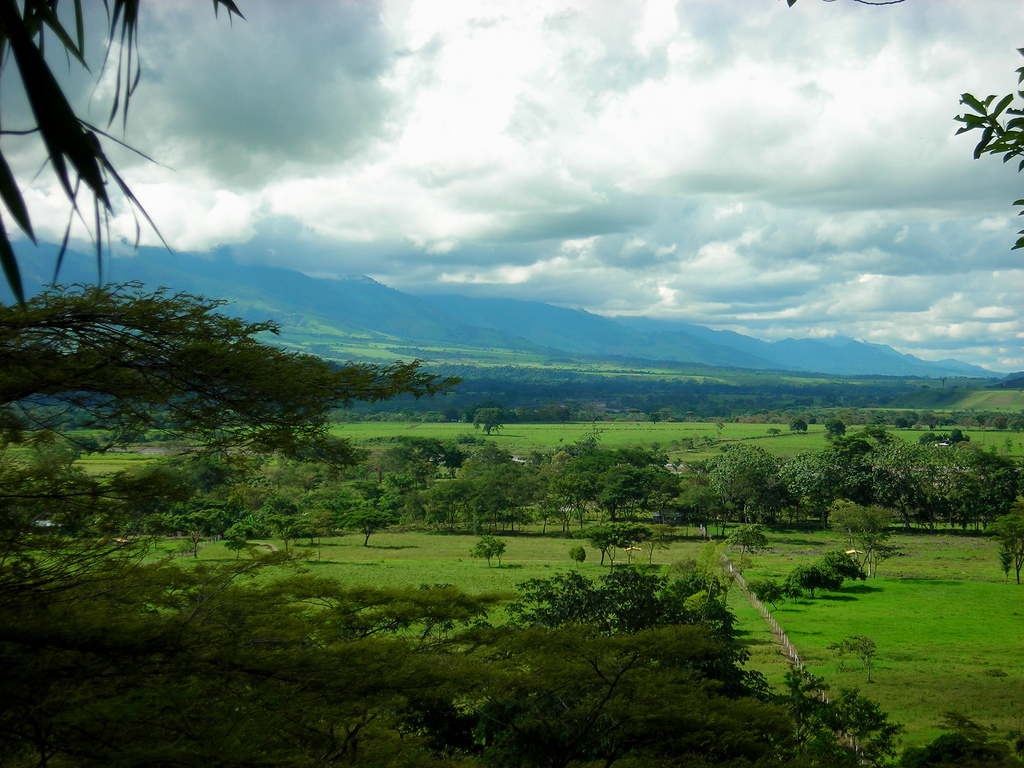
Región de Los Llanos en Colombia.

En 1540 Hernán Pérez de Quesada, hermano de Gonzalo Jiménez de Quesada, salió de Bogotá en busca de «El Dorado». Marchó hacia el Oriente hasta los Llanos y luego al sur hasta Pasto. Las penalidades sufridas por la expedición fueron tales que el conquistador español debió sacrificar sus caballos para alimentar a la hambrienta tropa. Después de su infructuosa búsqueda, Pérez de Quesada retornó a Bogotá con la mitad de la gente.

### Felipe von Hutten
Felipe von Hutten (o Felipe de Utre), Teniente General de Coro y veterano de la malograda expedición Welser de Jorge de Espira, partió en 1541 desde la costa venezolana siguiendo el recorrido hecho por Espira y Federmann, llegando hasta la zona de los Llanos, donde se entera de que recientemente había estado Hernán Pérez de Quesada, decidiendo ir tras sus pasos. En una aldea de la provincia de Papamene, el indio principal le aconsejó a Utre no seguir el camino de Quesada, sino que debía regresar sobre sus pasos hacia donde nacía el sol, hasta la ciudad de "Macatoa", ubicada en la otra margen del río Guayuare (hoy Guaviare), porque allí había un reino abundante en riquezas, donde un hermano suyo había sustraído ciertas manzanas de oro y plata. Utre desestimó al principio el consejo del indio, considerando que era un invento para sacarlo de sus tierras, y continuó su camino tras el rastro de Quesada. La obstinación del Teniente General se mantuvo durante ocho días, mientras su gente estaba cada vez más desalentada y enojada por no haber seguido la ruta indicada por el indio. Así fue que Utre aceptó virar hacia el sudeste hasta una sierra alta a la que llamaron "Punta de Pardaos", perteneciente a una cordillera supuestamente inexplorada, conocida hoy en día como sierra de la Macarena. Las pésimas condiciones de la expedición los obligaron a retornar a San Juan de los Llanos para reabastecerse y emprender la búsqueda de la ciudad de Macatoa. A su paso Utre recopiló más noticias sobre el reino que buscaba, pudiendo averiguar que esas tierras pertenecían a los omeguas o ditaguas, según las tribus de la región.

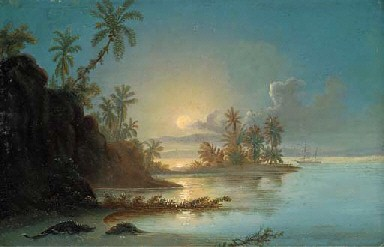
Atardecer en el Orinoco, cuadro de Ferdinand Bellermann de 1843.

Guiada por los indios, su expedición llegó al caudaloso río Guaviare. Allí uno de ellos le informó que Macatoa estaba a poca distancia río arriba y Utre decidió enviarlo en una canoa como embajador en nombre de la expedición. Como fruto de esta iniciativa, al día siguiente aparecieron cinco canoas con noventa indios, siendo uno de ellos el hijo del Cacique de Macatoa, quien ofreció trasladar a los europeos hasta su ciudad. Así fue que al día siguiente marcharon todos a Macatoa, la cual se hallaba desocupada, ya que sus habitantes habían sido sacados por el Cacique para que los forasteros se pudiesen hospedar más a gusto. Se trataba de una ciudad para ochocientas personas, en perfecto estado de conservación, con calles y plazas. Allí los recibió el Cacique, un hombre de mediana estatura, quien les aconsejó no seguir a lo de los omeguas con tan poca gente, por tratarse de una tribu muy belicosa. Sin embargo, el cacique confirmó las riquezas que poseía dicha tierra y se ofreció a acompañarlos con cien indios hasta la primera población de los omeguas. Tras cinco días de marcha por anchos caminos divisaron a lo lejos una gran población con calles rectas, casas muy juntas y un edificio elevado que sobresalía entre medio de todas las construcciones. Los españoles preguntaron al Cacique cuál era la función que cumplía semejante edificio, a lo cual este contestó que se trataba de una morada y templo con muchos ídolos de oro macizo y además afirmó que más adelante existían otros pueblos aún más ricos y poderosos. Allí el Cacique dio por finalizada su intervención y aconsejó a Utre capturar alguno de los nativos que andaban deambulando por las cercanías para obtener de él más información sobre el territorio. En esta caza es que el propio Felipe de Utre resulta herido entre las costillas, generando incertidumbre entre el resto de la expedición sobre los peligros de continuar adelante. El estruendo de grandes tambores y el alarido de numerosa gente en el fondo de la selva sirvieron para confirmar la retirada, no sin antes sufrir una escaramuza por parte de los omeguas. Los europeos se marcharon convencidos de haber visto los umbrales de "El Dorado".
Mientras tanto, después de cinco años sin noticias de Felipe de Utre, la Real Audiencia de Santo Domingo decide nombrar a Juan de Carvajal gobernador interino. Como las familias de Coro estaban sufriendo numerosas penalidades por hallarse la ciudad en una tierra desértica, la primera medida de Carvajal fue fundar un nuevo asentamiento sobre tierras fértiles, llamado El Tocuyo. Por allí pasará Utre a la vuelta de su expedición, causando un conflicto entre ambos gobernadores. Felipe de Utre se lleva las familias de vuelta hacia Coro y Carvajal, enfurecido, llega hasta él y ordena a los suyos que lo decapiten. Acto que le costará la vida al propio Carvajal un mes después, tras un breve juicio.

### Pedro de Ursúa y Lope de Aguirre

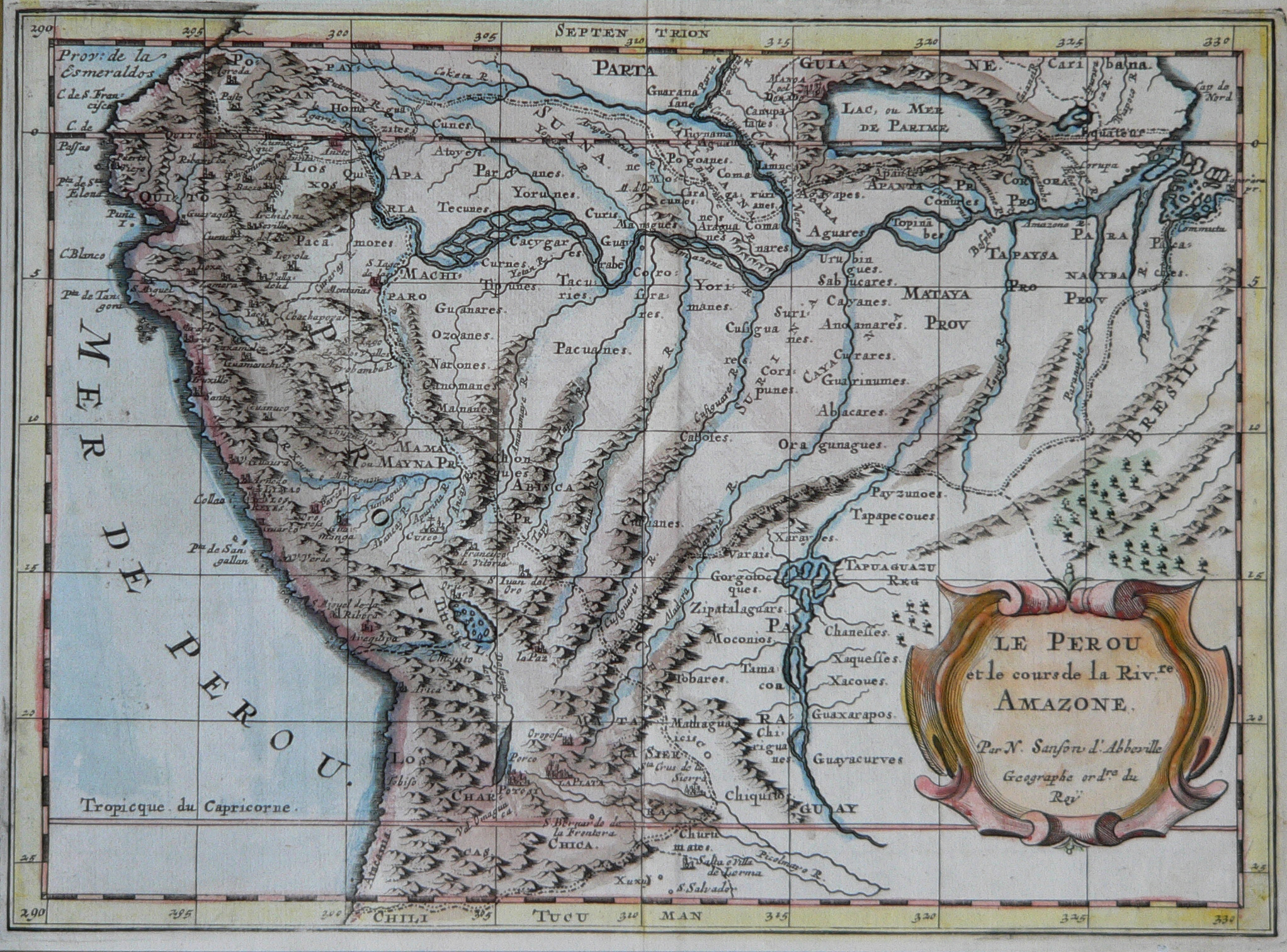
Mapa del, con El Dorado, el lago Parima y la cuenca del río Amazonas.

En 1560 partió desde el Perú una expedición al mando de Pedro de Ursúa, organizada por el propio virrey, Andrés Hurtado de Mendoza, con el objetivo de buscar El Dorado, que según se creía estaba por el lado del río de Orellana, también conocido como Marañón o Amazonas. Esta versión sobre la existencia de El Dorado en aquella región también se sustentaba en el relato de unos indios, que según contaban eran originarios de la costa del Brasil y que habían partido rumbo al Perú en busca de mejores tierras. Esta migración habría estado compuesta al principio por unos diez o doce mil indios brasiles que atravesaron todo el continente durante diez años, hasta que 300 de ellos lograron llegar finalmente al pueblo español de Chachapoyas. Allí relataron a los españoles las características de la región amazónica, resaltando sobre todo las innumerables riquezas y la gran cantidad de aborígenes que vivían en la provincia de Omagua.
Los cuatrocientos soldados que componían la expedición de Ursúa habían sido reclutados sobre la base de su valentía y experiencia en campañas anteriores, sin tener en cuenta su moral o su apego a la autoridad, lo que marcaría el inesperado futuro de la expedición. Los primeros meses de viaje por el río Amazonas no arrojaron resultado alguno, incrementando el desánimo entre los soldados. A pesar de que varias veces se le advirtió a Pedro de Ursúa de que se estaba organizando una conspiración en su contra, este no le dio mayor importancia. A Ursúa le mataron finalmente a puñaladas la noche del 1 de enero de 1561, en un pueblo de indios de la provincia de Machífaro, donde habían parado a acampar y a explorar un camino que iba tierra adentro. El ideólogo de la conspiración había sido el soldado Lope de Aguirre, quien ya tenía numerosos antecedentes en levantamientos e insurrecciones. Aguirre, que viajaba en la expedición junto a su hija mestiza Elvira, había logrado ganarse el aprecio de todos los oficiales poniéndolos en contra de la autoridad de Ursúa, quien tenía una actitud rígida y distante hacia sus subordinados.
A la mañana siguiente del asesinato, los amotinados se juntaron para discutir el futuro de la expedición, que pasó a estar a cargo de Fernando de Guzmán, mientras que Lope de Aguirre fue nombrado maestre de campo. La mayor parte de los oficiales, capitanes y demás integrantes de la sublevación estaban de acuerdo en continuar con la búsqueda de la tierra de los Omaguas (El Dorado), ya que el cumplimiento de la misión les garantizaría la indulgencia real por el asesinato del Gobernador.
Dos días después de la muerte de Pedro de Ursúa, retornó al campamento la avanzada que había salido a explorar el camino que conducía al interior de la selva. Sancho Pizarro, encargado de aquella misión, informó que tierra adentro solo había encontrado dos pueblos de indios sin mayor importancia. A los pocos días, la expedición partió de aquel campamento y lo que siguió fue una sucesión de asesinatos, intrigas y disputas internas. Lope de Aguirre, que no había dado su opinión en la primera junta, comenzó a pregonar el retorno y la conquista del Perú. Según él, una vez muerto el gobernador, ya no se debían a la autoridad del Rey y conseguir las tierras buscadas tampoco les garantizaba la indulgencia.
En una escala del recorrido, los que apoyaban la postura de Aguirre, sabotearon la chata de los caballos, lo que mantuvo frenada a la expedición durante tres meses. Allí Aguirre convenció a Guzmán de que era mejor abandonar la misión original y embarcarse en la "guerra del Pirú", lo que elevaría su estatus a la altura del rey Felipe. Entusiasmado con la idea, Guzmán se autoproclamó "Príncipe de Tierra Firme y Pirú, y Gobernador de Chile", y todos comenzaron a llamarlo Excelencia. El nuevo plan de los "Marañones" consistía en salir al océano lo antes posible para reabastecerse en isla Margarita y luego tomar la región de Panamá para lanzarse, por último, a la conquista del Perú, donde especulaban con la adhesión de otros españoles y, sobre todo, de los negros esclavos, quienes serían armados y liberados. Incluso, ya soñaban con el futuro reparto del Perú entre ellos, no solo de las propiedades y las haciendas, sino también de las mujeres.
En otra escala del itinerario, Fernando de Guzmán y sus capitanes, viendo el mal camino que llevaban y arrepentidos del amotinamiento que le habían perpetrado a Pedro de Ursúa, se juntaron para reexaminar la situación. Allí plantearon que lo mejor sería retomar la misión original y que para ello sería necesarío deshacerse de Lope de Aguirre, quien siempre estaba rodeado de gran cantidad de amigos fuertes y bien armados, y que por lo tanto, lo mejor sería matarlo cuando estuviesen navegando en los bergantines. Sin embargo, uno de los capitanes, llamado Gonzalo Guiral de Fuentes, avisó a Aguirre sobre el plan del príncipe y este a su vez decidió adelantarse a ellos, matando primero a unos hombres de confianza de Guzmán, luego a un clérigo de misa y finalmente al propio Príncipe.
Tras la muerte de Guzmán, Aguirre justificó sus actos como normales para una situación de guerra y se autoproclamó General. Así, los "Marañones" continuaron su viaje hacia el Atlántico, arribando y tomando por asalto la isla de Margarita, donde fueron asesinados tanto el gobernador como varios religiosos y algunos hombres y mujeres. Luego Aguirre pasó con su gente a Tierra Firme y en su camino saqueó e incendió varias poblaciones. Finalmente, sus propios hombres, tan crueles y feroces como su líder, le traicionaron y le dieron muerte en Barquisimeto (actual Venezuela). Antes de morir, Lope de Aguirre apuñaló a su propia hija, según él, para que ella no pagara por sus crímenes.
Esta expedición en busca de El Dorado partió desde el río Huallaga en Perú. Con respecto al itinerario que siguieron hasta alcanzar el océano, hubo dos posturas en la historiografía hasta principios del siglo XX: los que creían que la navegación transcurrió a lo largo del río Amazonas y, tras llegar al mar por su desembocadura, siguieron la costa hasta llegar a la isla Margarita y, por otra parte, los que sostenían que después de surcar el curso alto del Amazonas, se habían introducido en el río Negro, desde donde habrían proseguido por el río Casiquiare, que forma un sistema hidrológico singular, ya que fluye al río Orinoco y habrían llegado al mar por este río, y desde allí a la isla Margarita. Desde la tesis de 1927 de Emiliano Jos, sin embargo, se considera que únicamente fue posible la singladura por el Amazonas. La postura alternativa, según este autor, se apoyaba en una mala interpretación de las indicaciones de los cronistas al informar de una desviación por un brazo izquierdo del río. En lugar de interpretar este dato como una navegación por la parte izquierda de una de las muchas islas que hay en el Amazonas, cuando hasta entonces habían navegado cerca de la orilla derecha, algunos interpretaron que la expedición había entrado en uno de los afluentes del lado izquierdo. Otros supuestos argumentos eran la posibilidad de que el río Marañón fuese identificado en realidad con el Orinoco y la presencia de unos indios denominados «aruaquinas», que se creía que vivían en torno a los ríos Negro u Orinoco. Sin embargo, sobre el nombre de Marañón hay que señalar que, si bien es de origen dudoso y aplicado a diferentes ríos, era habitual al referirse al Amazonas o a uno de sus afluentes. Además los cronistas señalan que en el encuentro con los aruaquinas hallaron restos de una espada y otros objetos de hierro que seguramente procedían de una expedición anterior, la de Orellana por el Amazonas. A esto se añade que la coincidencia del fenómeno de la marea, observado por los cronistas cuando llegaron al pueblo de los aruaquinas, solo se da en el curso bajo del Amazonas. Otras consideraciones que imposibilitan el itinerario por los ríos Negro, Casiquiare y Orinoco son la continua alusión de los cronistas a la navegación en el sentido de la corriente y la ausencia de indicaciones sobre la presencia de raudales y complicados obstáculos existentes en dichos ríos que hubieran supuesto grandes trabajos para superarlos. También se citan en apoyo del itinerario por el Amazonas la ausencia de alusiones al diferente y muy llamativo color del río Negro que hubiera habido en caso de haber entrado por él; el dato dado por un cronista de que la desembocadura del río estaba a 1,5 grados de la línea del Ecuador, así como la indicación de que el trayecto entre la llegada al mar hasta la isla Margarita duró 17 días, lo que en el caso de haber tenido lugar en la desembocadura del Orinoco, habría sido mucho menor.

### Pedro Malaver de Silva

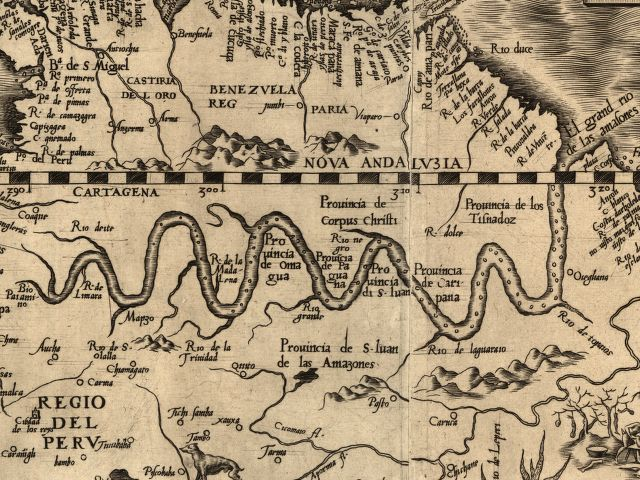
Mapa de 1562 donde se señala el territorio de Nueva Andalucía y la «Provincia de Omagua» a la altura del río Amazonas.

Partícipe de las conquistas del Perú y la Nueva Granada (actual Colombia), el español Pedro Malaver de Silva escuchó en esta última región las noticias sobre una tierra ubicada hacia el Este, donde se hallaban pueblos de indios altamente desarrollados, lo que motivó a que en 1568 Malaver partiera rumbo a España con la intención de conseguir una licencia del Rey para la conquista de dichas tierras. Tras este pedido, la Corte lo declara adelantado, gobernador y capitán general de la «Nueva Extremadura», un territorio de trescientas leguas que abarcaba las provincias de Omaguas, Omeguas y el Quinaco. La gobernación de Malaver estaría contigua a la Provincia de Nueva Andalucía, un territorio otorgado a Diego Hernández de Serpa, que abarcaba unas trescientas leguas entre las desembocaduras de los ríos Orinoco y Unare, este último ubicado en el actual Estado Anzoátegui. Ambos gobernadores reclutaron hombres en distintas regiones de España, motivándolos con la posibilidad de hallar El Dorado.
Pedro Malaver de Silva recluta unos 600 hombres, muchos de ellos con mujeres e hijos, que en su mayoría eran judíos conversos (al ser sospechosos de continuar con sus prácticas religiosas se les denominaba marranos) expulsados de varias ciudades europeas de dominio español. Concluida la leva, terminados los preparativos, abastecidos los dos barcos y reunida la gente con sus respectivas familias, el 19 de marzo de 1569, se hacían a la mar en Sanlúcar de Barrameda.  Después de hacer escala en las Canarias y la isla de Margarita, desembarca en el puerto de Borburata en tierra firme. Inició su itinerario con la ascension de la cordillera de la costa, acampando en la ciudad venezolana de Valencia del Rey. Desde allí avanza bordeando la cordillera hacia los llanos. La expedición comenzó a sentir pronto las penurias de aquella zona inhóspita y despoblada. Aunque la esperanza de encontrar grandes fortunas hizo que los hombres soportaran al principio todas las penalidades, la infinidad de los llanos terminó desanimándolos. La fatiga también afectó al temperamento de Pedro Malaver de Silva, que en lugar de alentar a sus soldados, se volvió cada vez más distante e intratable.
Tras cinco meses sin obtener resultado alguno, el Adelantado resolvió enviar al Capitán Céspedes, junto con treinta hombres, para que hiciese un reconocimiento del territorio antes de seguir avanzando. Cumpliendo dichas órdenes, veintiséis días después de su partida Céspedes halló un gran lago que un integrante de la avanzada, mestizo conocedor del lugar, afirmó que sus aguas discurrían cerca de la ciudad de Barquisimeto. Deseosos de abandonar la malograda expedición, todos pidieron a Céspedes seguir el rumbo indicado por el mestizo, lo cual aceptó el Capitán sin mayores reparos, con la única condición de enviar a un mensajero donde estaba Pedro Malaver de Silva junto con una nota escrita sobre la corteza de un árbol informándole de la decisión en los siguientes términos:

Señor Gobernador, cansados ya de andar perdidos tánto tiempo, sin esperanza de hallar mejor tierra, ni ventura de la que hasta aquí hemos visto, determinamos salir á morir entre cristianos; V. S. puede hacer lo mismo, siguiendo nuestros pasos, pues le vamos sirviendo en abrirle el camino.

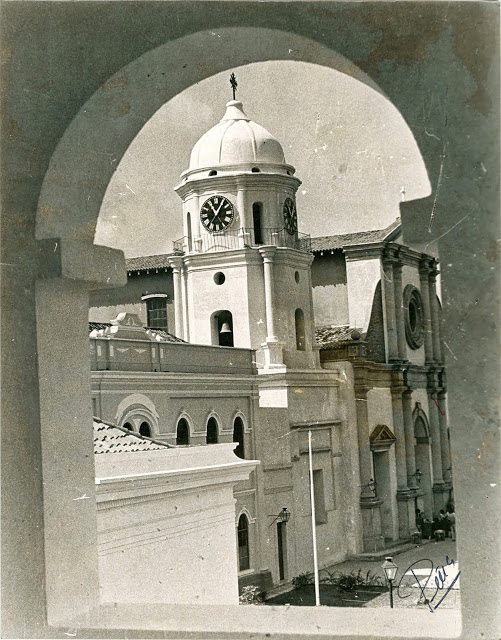
Antigua catedral de Barquisimeto, actual iglesia de San Francisco de Asís.

El encargado de llevar el mensaje fue un indio criado del Capitán, cuya mujer había quedado junto con Malaver y el resto de la expedición, por lo que aceptó gustosamente el mandato de Céspedes. Al enterarse del desacato de sus soldados, el gobernador exigió a otro Capitán, don Luis de Leiva, que junto con otros treinta soldados fuese en busca de Céspedes para ahorcarlo y traer consigo a los demás desertores. El Capitán aceptó el encargo, pero al poco tiempo y al igual que Céspedes, Luis de Leiva despachó a un indio para informar al Gobernador que no perdiese tiempo esperándolo porque no pensaba retornar. Siguiendo el rastro dejado por los desertores, la gente del Capitán Luis de Leiva alcanzó pronto a la de Céspedes, que se hallaba descansando junto a un arroyo abundante en peces. Allí, ambos capitanes decidieron unir sus fuerzas para continuar el viaje hasta Barquisimeto, poblado al cual llegaron unos días después.
Tras recibir el mensaje de Luis de Leiva, Pedro Malaver debió aceptar que había perdido la lealtad de sus más fieles seguidores y que no podía continuar en esas condiciones, por lo que decidió seguir el camino dejado por sus capitanes, llegando a la ciudad de Barquisimeto en marzo de 1570. Sin embargo, las numerosas pérdidas materiales, la deserción de sus soldados y la real posibilidad de haber muerto en los llanos no fueron suficientes para disuadir a Pedro Malaver en su obsesión de encontrar El Dorado, empresa que igualaría las glorias de Cortés y Pizarro. Así fue que a los pocos días, el Adelantado partió rumbo a la ciudad peruana de Chachapoyas, donde vendió todos los bienes que tenía para recaudar el dinero suficiente y luego dirigirse rumbo a España.
La segunda exploración de Pedro Malaver de Silva partió de San Lúcar con  unos 150 hombres. En 1574 arribaron a un lugar ubicado entre los ríos Amazonas y Orinoco. Allí terminó falleciendo casi la totalidad de la expedición, algunos por las inclemencias del territorio y los otros resultaron asesinados por los indios caribes, incluyendo en este grupo a Pedro Malaver y a dos de sus hijas. Uno de los sobrevivientes fue el soldado Juan Martín de Albujar, que tras pasar algún tiempo cautivo entre los indios logró, diez años después, llegar a la desembocadura del río Esequibo, donde pudo contactar a los españoles que habitaban en la isla Margarita, viviendo allí algunos años y luego en la ciudad de Carora.
Cabe destacar que la falta de mayores precisiones generó posteriormente diferencias entre los historiadores sobre si la gobernación de Nueva Extremadura se hallaba al oeste o al sur de la Nueva Andalucía. Una de las versiones sostenía que Nueva Extremadura se extendía desde el río Unare unas 300 leguas hacia el oeste y de norte a sur desde la costa caribe hasta el río Amazonas, ya que la capitulación abarcaba los territorios de "Omaguas, Omeguas y Quinaco". Sin embargo, la existencia de la gobernación de Venezuela imposibilitaba la ocupación de la región ubicada sobre el mar Caribe al oeste del río Unare. La otra versión establecía que la Nueva Extremadura estaba al sur de la Nueva Andalucía, o sea, desde el río Amazonas hasta la región del Mato Grosso, con la Línea de Tordesillas (frontera con el Brasil) como límite al este. Dicha reflexión se basaba en el relato del fray Pedro Simón, según el cual "...Silva comenzara la suya (su gobernación) desde los términos de ésta (la gobernación de Serpa), corriendo siempre al Sur". Por su parte, una carta del Virrey del Perú, Francisco de Toledo, fechada el 1 de marzo de 1572, protestaba argumentando que la gobernación de Silva podría estar incluyendo ciudades tan importantes como Cuzco y La Paz. Sin embargo, esta afirmación, imposible en cualquiera de las dos teorías, se justificaba por la falsa creencia geográfica de que la costa americana del Pacífico emulaba a la del Atlántico.

### Diego Hernández de Serpa

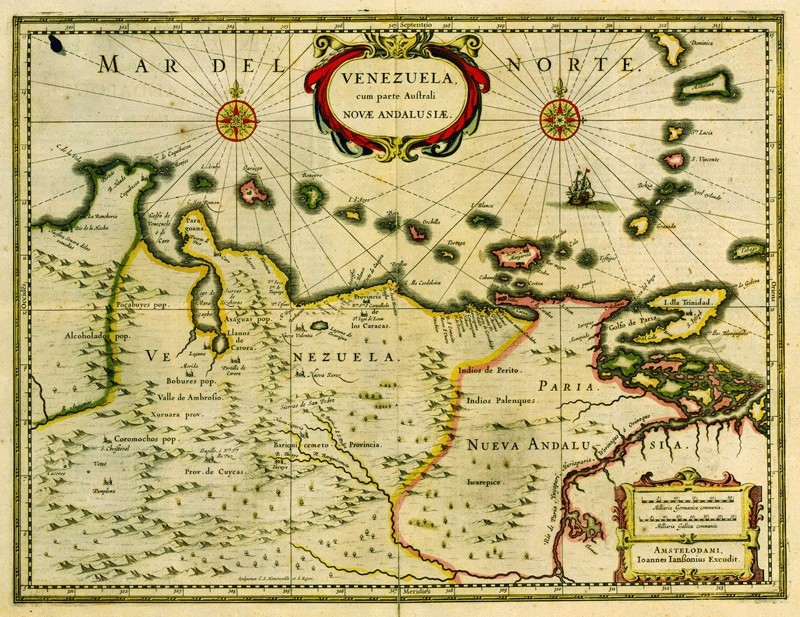
Mapa de 1635 con las provincias de Venezuela y Nueva Andalucía.

Diego Hernández de Serpa fue durante años un perseguidor de corsarios en el mar Caribe y algunas fuentes lo vinculan al primer viaje por el Orinoco realizado por Ordaz en 1531. Paralelamente, su hermano, Ginés Hernández, fue uno de los que acompañó a Orellana en el descubrimiento del Amazonas (1542), trayendo de ese viaje la noticia sobre "grandes reinos y poblaciones y tierras de grandes riquezas".
Tras la muerte de Orellana en 1546, esa tierra quedó liberada y así fue que poco después, en 1549, Diego Hernández se embarcó en una expedición con rumbo a la Guayana, travesía que fue desautorizada por la Audiencia de Santo Domingo. Finalmente, en 1568 se le extendió la licencia para gobernar un territorio de trescientas leguas denominado "Nueva Andalucía". Dicho territorio abarcaba toda la costa caribeña entre los ríos Unare y Orinoco, extendiéndose hacia el sur hasta el río Amazonas.
En octubre de 1569 arribó Serpa a Nueva Córdoba (hoy Cumaná) y desde allí despachó a dos capitanes con la misión de avanzar durante cuarenta días sin detenerse con el objetivo de explorar el territorio y establecer contactos que permitieran el reabastecimiento de alimentos. A su retorno, ambos capitanes, que habían tomado rumbos distintos, informaron al Gobernador haber visto pepitas y piezas labradas en oro. El plan de Serpa era llegar hasta el Orinoco a la altura de Caboruto, pasar allí la estación de lluvias y luego continuar hasta la Guayana. Sin embargo, a los pocos días de haberse iniciado la travesía, algunos de los hombres desertan y unos indios atacan a la expedición, causando la muerte del Gobernador.

### Juan Ponce de León II
En enero de 1569, el rey Felipe II le entrega a Juan Ponce de León II la capitulación para el poblamiento de las islas de Trinidad y Tabago (Tobago). El nuevo gobernador llega a Trinidad en diciembre de ese mismo año y levanta el fuerte y ciudad de la Circuncisión en el mismo lugar donde, años atrás, Sedeño había levantado un asentamiento y donde, años después, Antonio de Berrío fundaría el pueblo de San José de Oruña.
Una vez instalados allí, los españoles de Trinidad establecieron contactos con los indios del Golfo de Paria, quienes estaban interesados en comerciar con los europeos. Según una carta del fray Miguel Diosdado, los indios les habían relatado que el oro que tenían se sacaba del valle del río Caroní.
Sin embargo, el hambre, las enfermedades y la resistencia de los indios nativos de la isla provocaron que Trinidad fuese nuevamente despoblada.

### Gonzalo Jiménez de Quesada
En 1569, la Real Audiencia de Santa Fe de Bogotá le otorgó a Gonzalo Jiménez de Quesada el gobierno de un extenso territorio de 400 leguas de longitud y latitud entre los ríos Pauto y Papamene, el derecho de usufructo para él y un heredero y la concesión del título de marqués o conde de la tierra que ocupare, así como el de alguacil. Con este reconocimiento y acosado por penurias económicas, Jiménez de Quesada inicia una expedición a San Juan de los Llanos, al oriente de los Andes, en busca de «El Dorado». Dicha empresa finalizó en 1573 sin ningún resultado.

### Antonio de Berrío y Walter Raleigh

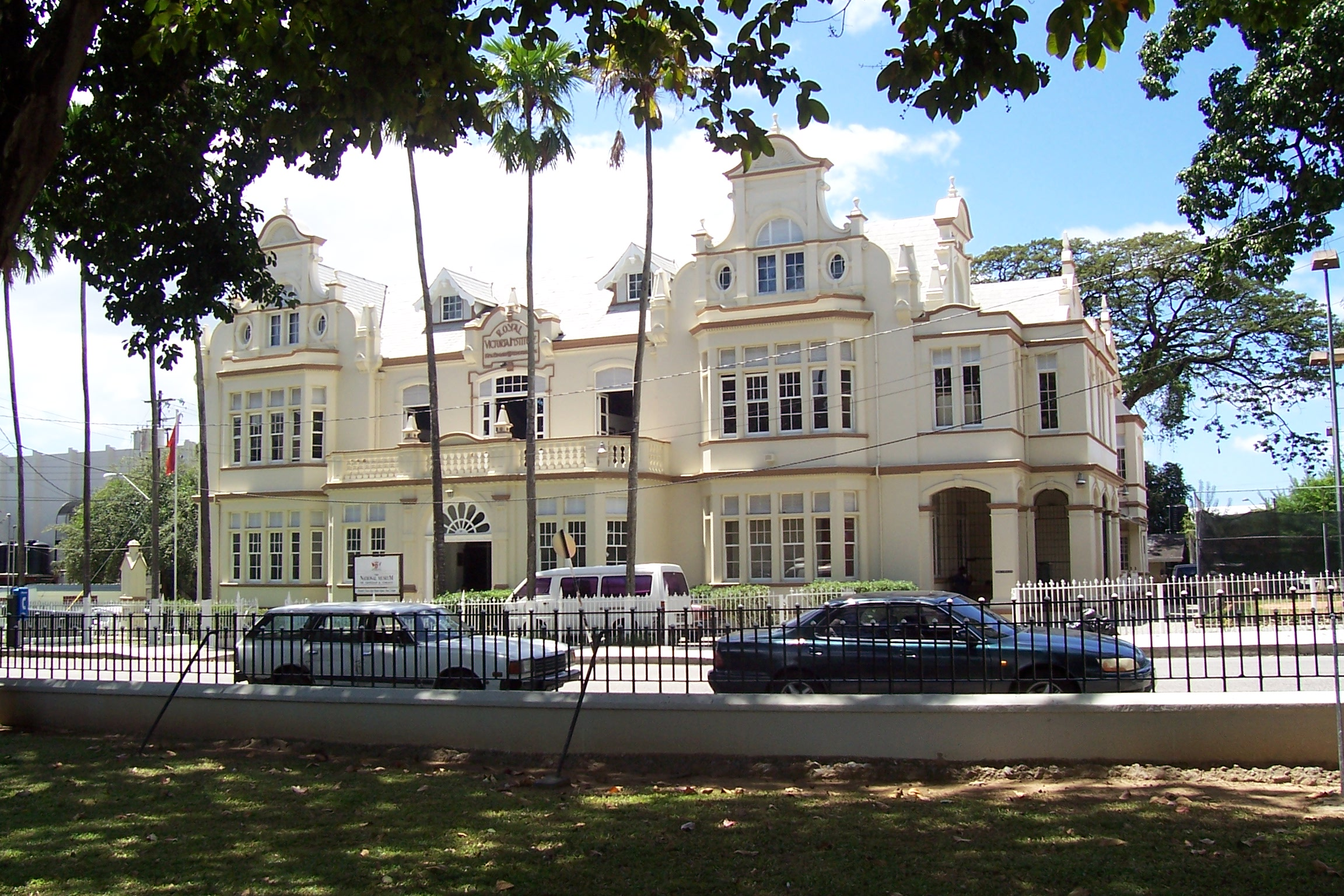
Museo Nacional de Puerto España (Isla Trinidad).

Desde el siglo XVI surgió en las Guayanas el rumor de que en el interior del continente existía un gran lago. Los indígenas llamaban a ese lugar Paragua o Parava, que en lengua caribe significa justamente mar o lago grande y que los misioneros de Piritú comenzaron a denominar Lago Casipa en honor a los indios casipagotos que vivían por esa zona.
El 3 de enero de 1584, el conquistador español Antonio de Berrío, heredero de la capitulación de Gonzalo Jiménez de Quesada, emprende una expedición hacia la cuenca del Orinoco. A la altura del río Meta los indios le "certifican que en diez leguas hay diez mil indios...". Desde allí emprende por tierra el camino hasta el río Guaviare, lugar donde divisa una cadena montañosa hacia el este y afirma "...que en la cordillera hay una laguna grandísima y que de la otra parte de ella hay grandes pobladores,... y gran riqueza de oro y piedras...", sin embargo, con sus fuerzas menguadas decide retornar y levantar un acta con los resultados de la expedición. Los aportes de Berrío permitieron conocer mejor la geografía del inexplorado escudo guayanés, pero también sirvieron para plasmar en los mapas un mito geográfico: el gran lago de la ciudad de Manoa (El Dorado), un valle inundado, rodeado por altas montañas, ubicado entre las cuencas de los ríos Orinoco y Amazonas. Cabe destacar que en lengua achagua, el término "manoa" se utilizaba para identificar a todas las lagunas, por lo que decir ciudad de Manoa era lo mismo que decir ciudad de la Laguna.
En 1587, Berrío emprende otra expedición hacia las montañas que había divisado algunos años atrás. Allí intentó infructuosamente encontrar un paso o alguna población importante para poder reabastecerse de alimentos. Tras dos meses sin resultados y sin recibir refuerzos, decide volver a la isla Margarita. A pesar de su fracaso, Berrío está convencido de que tras esas montañas se hallaba un lago con la magnífica ciudad de Manoa.
En 1590 Berrío emprende su tercera exploración, avanzando nuevamente por el río Orinoco y luego por el Caroní. Comoquiera que le faltan los recursos para seguir avanzando, decide pedir refuerzos. Como pasaban las semanas y no había novedades, Berrío va personalmente a Margarita, pasando primero por la isla Trinidad, buscando cuál sería el lugar perfecto para instalar un pueblo que le sirviese de centro logístico para su conquista de El Dorado, ya que Berrío daba por hecho que Trinidad formaba parte de su capitulación. Sin embargo, a su llegada a Margarita le informan de la muerte de su mujer, tras lo cual decide dar por finalizada la expedición.
La principal fuente consultada por Berrío era un supuesto diario depositado en Puerto Rico, escrito por un hombre llamado Iones Martínez, quien había participado en la expedición de Diego de Ordaz. Según contaba la historia, por un descuido de Martínez se había incendiado un polvorín, tras lo cual se procede a castigarlo, abandonándolo solo en una canoa cuando aún estaban en el río Orinoco, lo que significaba prácticamente una sentencia de muerte. Sin embargo, unos indios guayaneses lo encontraron y lo llevaron a la gran ciudad de "Manoa", donde vivió siete meses. Según él Manoa era un ciudad donde el oro abundaba y se utilizaba para diversas cosas, como por ejemplo, para la fabricación de armaduras y escudos de guerra. Incluso el rey de esta ciudad solía organizar fiestas donde todos se desnudaban para ungirse con un bálsamo blanco llamado "curcai", tras lo cual unos criados del rey soplaban polvo de oro a través de unas cañas hasta que se lograba cubrir la totalidad del cuerpo. Una vez terminado este proceso, todos se sentaban a beber, incluso durante varios días seguidos, siendo este el principal vicio en Manoa. En un momento dado, el gran cacique de la ciudad le pregunta al español si quiere volver con los suyos o quedarse allí y así es que Martínez decide partir de aquel reino remontando el Orinoco, siendo asaltado en el camino por unos indios llamados orenoqueponi, que estaban enfrentados a los naturales de Manoa. En este hecho le arrebatan todo el tesoro que el cacique le había entregado, quedándole únicamente unas vasijas llenas de cuentas labradas en oro, ya que los indios supusieron que solo contenían agua en el interior. Tras pasar por Trinidad y Margarita, Martínez desembarcó en Puerto Rico, donde murió antes de poder seguir viaje a la Península. Allí entregó las vasijas llenas de oro a la Iglesia y narró todo lo sucedido en la travesía, quedando su diario en la cancillería de San Juan de Puerto Rico. Así fue Berrío imaginó una Manoa con techos y calles doradas donde habitaba un Inca, como afirma al Rey en una carta de 1593: "...que se dice por cosa cierta que los reyes incas de estas provincias salieron a conquistar el Pirú y después con discordia que hubo entre dos hermanos, el uno de miedo del otro, se volvió huyendo a estas provincias."
Continuando con su plan de encontrar El Dorado, Berrío funda en la isla grande de Trinidad el pueblo de San José de Oruña (1592) y se instala allí al año siguiente. Este acto le traerá pleitos con los gobernadores de Caracas, Cumaná y Margarita, quienes aludían que Berrío no tenía derechos sobre la isla.
En 1594 la escuadra de Walter Raleigh interceptó una embarcación española donde iban las cartas de Berrío en las que informaba de que había conseguido El Dorado. Esta noticia impulsó a Raleigh a desembarcar en Trinidad en marzo de 1595, tras lo cual incendia la ciudad y se lleva prisionero a Berrío. Así los ingleses subieron por el río Orinoco hasta el río Caroní, cuya fuerte corriente les impidió avanzar. Allí Raleigh envió a una comisión para que contactara al cacique más próximo, el cual se presentó al día siguiente: se trataba de Wanuretona, quien acostumbrado a tratar con los españoles, le informó que todos los pueblos guayanos del sur eran súbditos del Inca y que se unirían para defender el oro de Manoa. Las fuertes lluvias del invierno decidieron el retorno a Inglaterra, pasando primero por Cumaná, donde Berrío es liberado como parte de un canje de prisioneros.
Nuevamente libre, Berrío reunió gente y partió desde Margarita hacia el Orinoco, fundando en 1595 la ciudad de Santo Tomé de Guayana (hoy Ciudad Bolívar) para organizar desde allí la expedición a Manoa. Berrío esperó la llegada de su hijo Fernando, quien debía traer refuerzos desde Bogotá. Sin embargo, este llega dos años después, encontrando el poblado abandonado y a su padre a punto de morir.
Posteriormente, Fernando de Berrío heredó la gobernación de su padre y realizó varias expediciones al macizo de Guayana con el fin de hallar El Dorado, siendo este el primer europeo en observar el salto Ángel.

### Domingo de Vera e Irigoyen

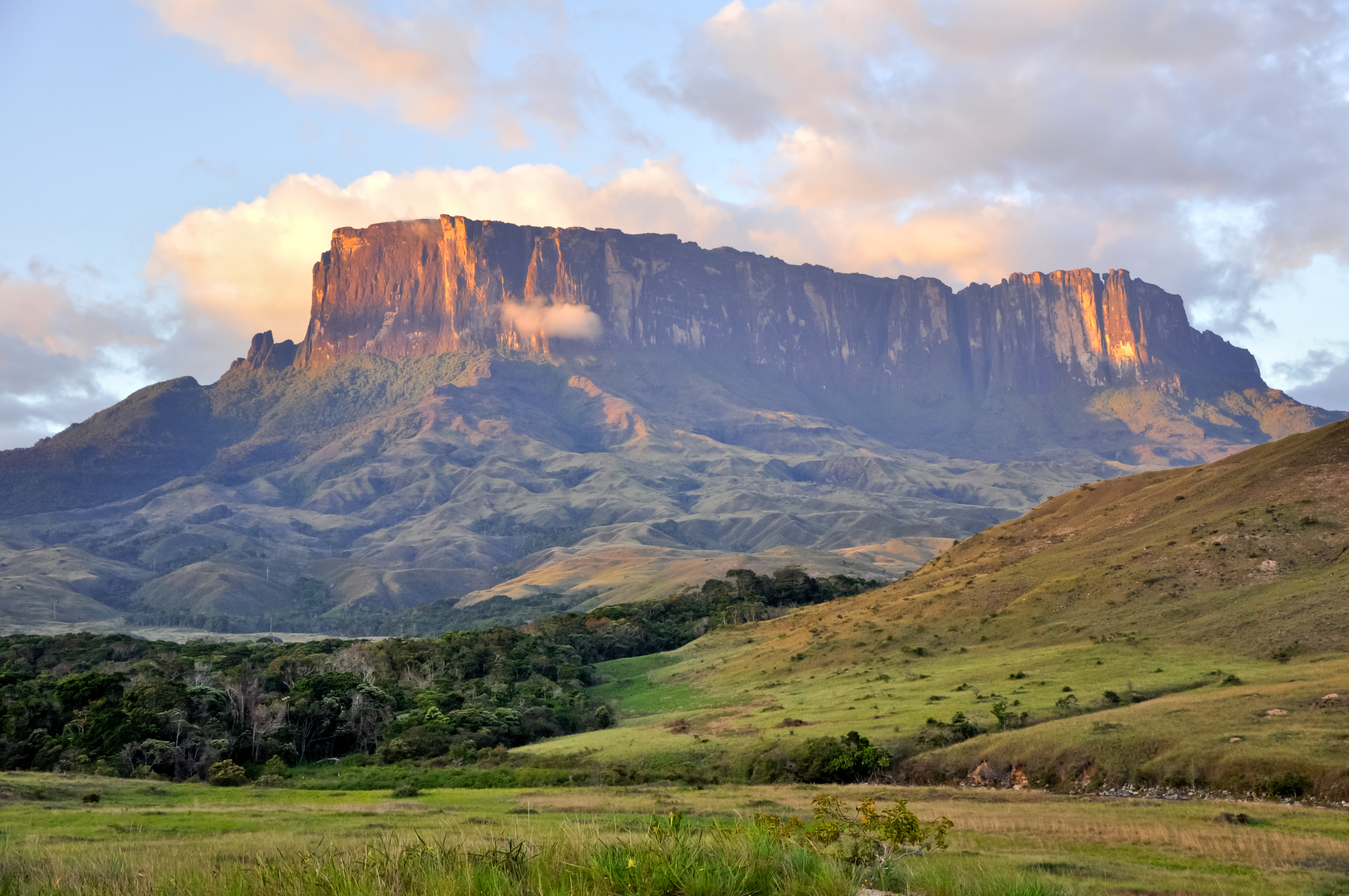
Región de La Gran Sabana, uno de los últimos territorios sudamericanos en ser explorado.

Instalado en San José de Oruña y sin posibilidades de encabezar una gran expedición, el gobernador Antonio de Berrio decide enviar, en 1593, a su Maestre de Campo Domingo de Vera e Irigoyen (o Ibargoyen), con treinta y cinco soldados y algunos indios, a explorar el interior del continente. Entre estos indios se encuentra un cacique llamado Morequita o Morequito, quien había sido secuestrado por Berrío, pero que tras ser cristianizado procuró guiar a los españoles rumbo al oro de las guayanas.
Vera e Irigoyen se introduce en el Orinoco y llega hasta la altura del río Caroní, donde estaba la tribu de Morequito. Una vez allí, el cacique es liberado parcialmente con el fin de que hiciese honor a su palabra, pero Morequito se propone sabotear la expedición y entre otras cosas advierte a los demás indios que escondan todas las piezas de oro que poseen.
Con el objetivo de seguir tierra adentro y desconfiando de su guía, Vera e Irigoyen decide liberar totalmente a Morequito, aunque tomando a un hijo suyo como rehén. Sin embargo, Morequito continúa con su plan y toma contacto con otras tribus para que dificulten en lo posible el paso de los españoles, aunque esta maniobra es descubierta por el conquistador, quien ordena volver a encadenar al cacique.
El maestre de campo continuó su viaje por tierra a través de un llano habitado por gran cantidad de indios con mucha agua y comida. En un pueblo, cuyo cacique se llamaba Parigua, decidió informarse sobre lo que le esperaba más adelante. Allí le comentan que ellos pertenecen a la provincia de los Guayana y que a una jornada de distancia empezaba la tierra de los Mucuraguaray, con los cuales estaban en guerra y que detrás de esa provincia había otra llamada Guayacapari, que poseía gran cantidad de habitantes. Según Irigoyen, pasando Guayacapari "esta una laguna grande salada que ellos llaman mar, toda ella a la redonda poblada de muchísimos naturales y que junto a ella nace el río Caroní a la cual dicha laguna, desde esta provincia de Guayana, habrá once o doce jornadas, que conforme a lo que andan ellos habrá 80 o 90 leguas."
Vera e Irigoyen describe que, a medida que avanza, el camino está poblado por «muchísima gente» y que «tienen oro en las narices, los pechos, los brazos, las piernas y que es gente muy rica». En un dato curioso de la travesía, informa que hacia donde sale el sol hay una cordillera habitada por indios que hablan la lengua ypurgota "que tienen los hombros altos que casi emparejan con la cabeza".
Sin embargo, el maestre de campo se entera de que Morequito tiene planeado enviar a los españoles por un camino donde no había agua en dos días, para que luego fueran emboscados, hecho que determinó el fin de la travesía, pudiendo Irigoyen y su gente volver a salvo.

### Walter Raleigh

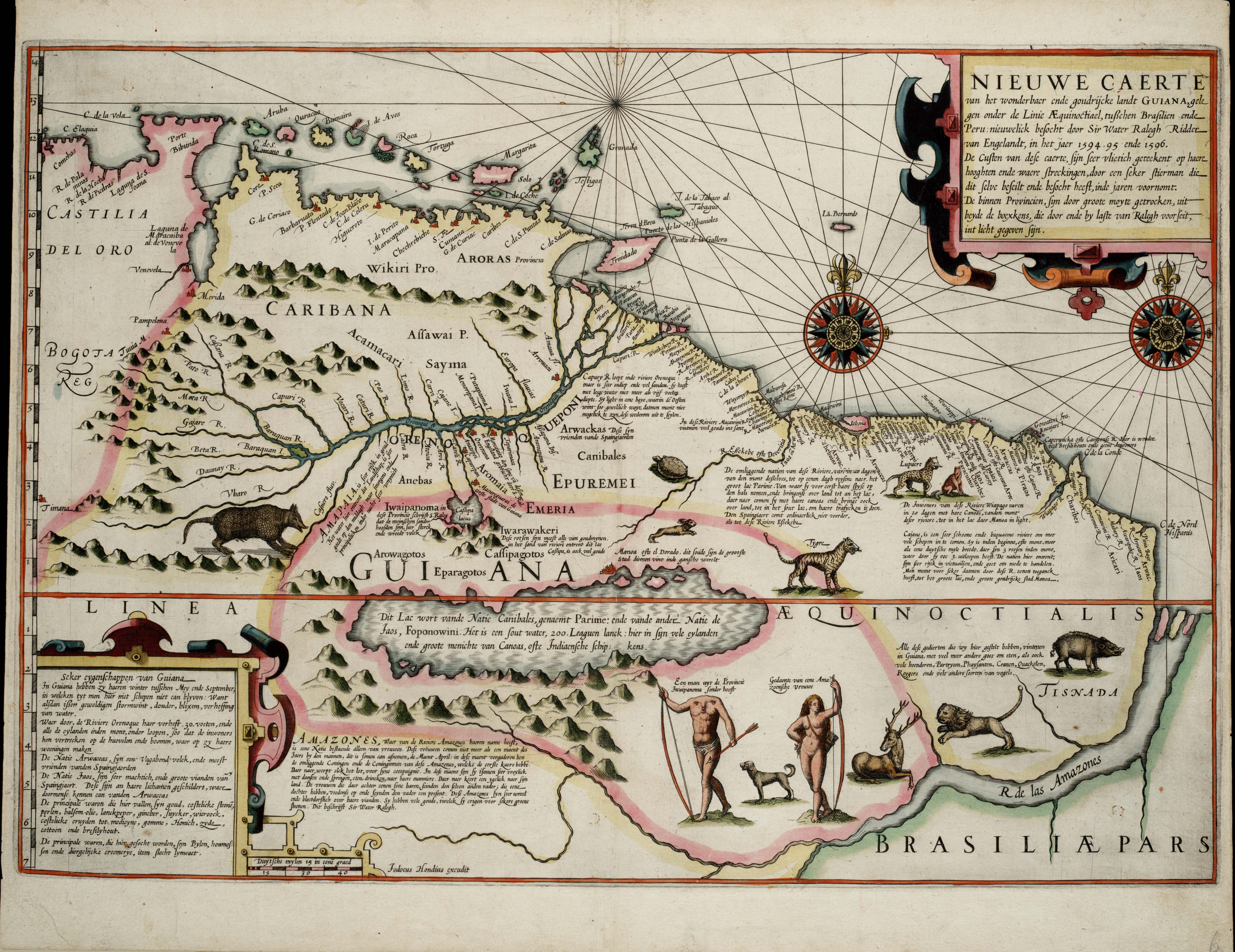
Mapa de 1599 elaborado por Jodocus Hondius. Se observan los lagos Casipa y Parime y la ciudad de El Dorado.

En 1595, la reina de Inglaterra, Isabel I, ordenó un importante ataque contra el Caribe español con la finalidad de constituir una colonia británica en Panamá. Según el plan, el corsario Walter Raleigh incursionaría por el río Orinoco, mientras que Amyas Preston hostigaría las posiciones españolas en tierra firme. A su paso Raleigh destruyó y saqueó pueblos españoles, ocupó Trinidad y luego entró en el río Orinoco y parte del Caroní, explorando la zona de Guayana, un territorio que pertenecía teóricamente a España, pero que en la práctica estaba siendo disputado entre Francia, Gran Bretaña y los Países Bajos. Raleigh descubrió algunas minas de estaño y emprendió la vuelta a Inglaterra cuando ya no pudo seguir avanzando con sus barcos por aquellos ríos.
Ya de regreso en Gran Bretaña, Raleigh escribe un libro llamado El descubrimiento del vasto, rico y hermoso imperio de las Guayanas con un relato de poderosa y dorada ciudad de Manoa (que los españoles llaman El Dorado) con el fin de que los británicos sean conscientes de las riquezas que podrían encontrar en esas tierras inexploradas. Allí habla de un lago interior de agua salada al que compara con el mar Caspio y afirma que durante el verano sus aguas descienden quedando a la vista pepitas de oro de considerable tamaño.
En 1616 Raleigh partió nuevamente hacia Guayana con el objetivo de encontrar las supuestas minas de oro que se encontraban en el interior, aunque esta vez el Rey impuso la expresa condición de no dañar la propiedad de los españoles. Durante el viaje, la expedición debió soportar grandes tormentas, enfermedades y escasez de provisiones. Los ingleses llegaron a las guayanas en noviembre de 1617, aunque por error ingresaron por el río Galiana, de corrientes muy peligrosas. Allí fueron auxiliados por unos indios y el propio Raleigh debió desembarcar y guardar reposo a causa de su delicada situación física. Sin embargo, ordena que cinco de sus barcos tomen rumbo hacia el Orinoco para continuar la expedición. En su trayecto, estos barcos pasan frente a la fortaleza española de Santo Tomé, desde donde son atacados, muriendo en el enfrentamiento el propio hijo de Raleigh. Los británicos logran ocupar el fuerte, aunque no evitan el continuo asedio de los españoles. Entre tanta selva, los ingleses comienzan a dudar sobre la existencia de aquellas minas de oro y, aunque efectivamente existiesen, consideraban que sería muy complicado trabajarlas y controlarlas.
La deserción del capitán Thidney marcó el fin de la expedición. A su vuelta a Inglaterra en junio de 1618, Raleigh fue condenado a muerte por haber atacado posesiones españolas, en contra de las órdenes del Rey.
Si bien Antonio Berrío había popularizado la existencia de un enorme lago o mar interior en sus búsquedas de El Dorado, esta referencia geográfica no apareció en los mapas hasta 1599, cuando Jodocus Hondius lo incorpora con el nombre de Lago Parima (Parime Lake), en base al relato del viaje de Walter Ralegh. Desde aquel entonces hasta mediados del siglo XVIII sucesivos mapas se harán eco de este mito geográfico, siempre manteniendo la imagen de un lago desmesuradamente ancho (según el primer boceto de Berrío), atravesado por la línea equinoccial, rodeado de montañas (macizo guayanés) y equidistante a las cuencas de los ríos Orinoco y Amazonas, con la ciudad de Manoa en la ribera oriental del Lago. La realidad es que no existía tal lago, sino que se trataba de un río, conocido luego como el río Parima o Branco, que al estar rodeado por llanuras solía desbordarse aparentando un gran lago, siendo en realidad un valle de inundación.

### José Cabarte
A comienzos del siglo XVIII, el padre José Cabarte, de la Compañía de Jesús, pasó treinta y nueve años en las misiones del Orinoco siguiendo los rastros de la expedición que había realizado el tudesco Felipe von Hutten en busca de El Dorado. En estas misiones el padre Cabarte catequizó y bautizó a un indio llamado Agustín, que según le relató, a la edad de quince años había sido capturado y esclavizado por los habitantes de la ciudad de Manoa o Enaguas, pasando allí otros quince años. Finalmente él y tres indios más lograron huir a instancias de otro esclavo que conocía el camino. Tras salir de Manoa, debieron caminar unos veintitrés días hasta llegar a las orillas del río Orinoco. El indio Agustín le certificó al padre Cabarte que aquella ciudad poseía grandes riquezas y muchos habitantes.

### Manuel Centurión

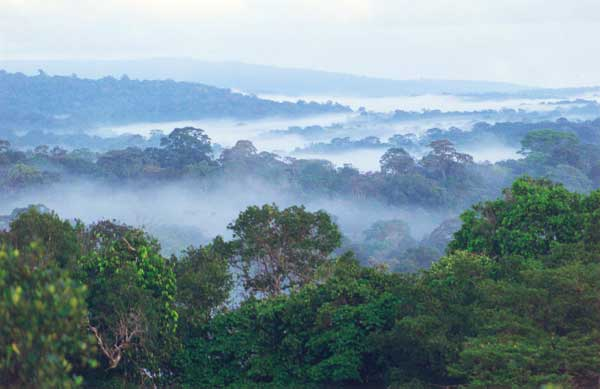
Selva en la Guayana Francesa.

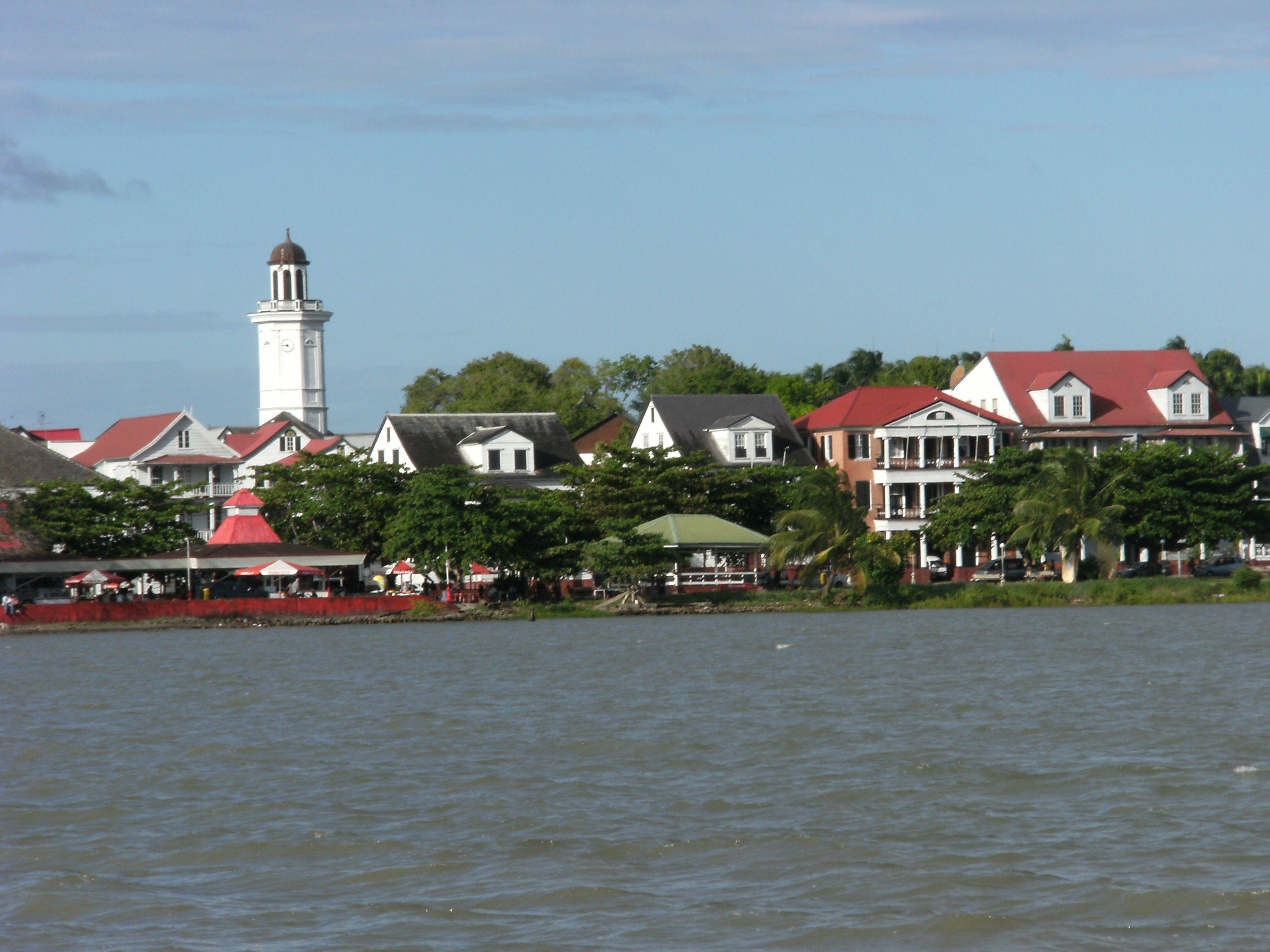
Paramaribo, capital de Surinam (ex Guayana Neerlandesa).

El nombre de «Guayana» se debe a Diego de Ordaz, quien en 1532 levantó la efímera población de Santo Tomás de Guayana (hoy Ciudad Bolívar) en la confluencia de los ríos Orinoco y Caroní. Desde entonces y hasta fines del siglo XVI dicha región permaneció prácticamente inexplorada, lo que condujo a suponer que allí se escondía la legendaria ciudad de El Dorado. En 1591, Antonio Berrío proclamó la creación de la provincia de Guayana, dependiente de Santa Fe de Bogotá. En 1729, Guayana pasa a formar parte de la Provincia de Nueva Andalucía hasta 1762, cuando este territorio recupera nuevamente el estatus de provincia, al principio a cargo del Virreinato de Nueva Granada y después como parte de la Capitanía General de Venezuela, con sede en Caracas.
El Gobernador de Guayana, Manuel Centurión, se dedicó a poblar, fortificar y cartografiar el territorio con objeto de consolidar el dominio español y evitar la intrusión de otras potencias que amenazaban con ocupar la región. Motivado principalmente por una necesidad político-militar, Centurión encaró la misión de desentrañar definitivamente el misterio del Lago Parima y del Cerro Dorado, cuyo control sería fundamental para limitar el avance de los neerlandeses por los afluentes del río Esequibo, de los franceses desde el asentamiento de Cayena y de los portugueses que venían avanzando por el río Negro. Al esfuerzo de Centurión se sumó un cacique de la región llamado Paranacare, quien se ofreció a guiar a los españoles hasta el "Cerro Dorado".
Por aquel entonces se presumía que el río Caroní nacía muy cerca de la supuesta Laguna Parima y que los ríos Caura y Paragua eran las vías naturales de acceso a la región. Además, los frailes capuchinos, primeros exploradores de la zona, sabían por los indios caribes de la existencia de algunas vetas de oro y plata en aquel lugar. Centurión comienza su proyecto en 1770 fundando pueblos al sur del Orinoco, que servirían como escalas intermedias en el avance progresivo hacia el interior de la Guayana. Paralelamente envía una nota solicitando ayuda al Consejo de Indias y al gobernador y capitán general de Venezuela, José Solano y Bote, adjuntando un plano esquemático de la provincia y advirtiendo que el planteo de la zona central era hipotético. En dicho mapa se muestra la Laguna Parima desplazada hacia el suroeste y como centro aportador de las cuencas del Orinoco (a través del Caroní-Paragua), del Esequibo y del Amazonas, destacándose el caño Blanco como el mayor aporte hídrico de la supuesta laguna.
En 1771 Centurión ordena diseñar un nuevo Plano General de la provincia de Guayana, el cual incluye referencias topográficas, una red hidrológica actualizada y un Lago Parima de menor dimensión. En enero de 1772 el gobernador envía una expedición encabezada por el teniente de artillería Nicolás Martínez para el descubrimiento de la legendaria laguna. Los hombres de la expedición llegaron hasta el alto del río Caura y la desembocadura del Erebato; mientras se recuperaban físicamente, les llegó la noticia de que la mejor ruta para alcanzar la laguna era siguiendo el río Paragua. Aprovechando la época de lluvias, los expedicionarios remontaron el Paragua hasta sus afluentes Paraguamusi y Anacapora, donde tuvieron que retornar por la fatiga que ya tenían los hombres y la imposibilidad de seguir navegando en ríos tan poco profundos.
Por iniciativa de los misioneros capuchinos, distanciados de Centurión y con el fin de adelantársele en la exploración de Parima, en mayo de 1772 partió una avanzada integrada por españoles e indios dirigidos por fray Benito de la Garriga y fray Tomás de Mataró. Estos hombres remontaron los cursos fluviales del Caroní, el Icabarú y el Mayarí, siendo atacados en este último río por aborígenes armados por los neerlandeses. Además, los naturales del lugar les informaron que los portugueses habían llegado a la región de Parima. Esta noticia alarmó al gobernador Centurión, quien descubrió que los lusitanos no solo avanzaban por el curso del río Negro, sino que también estaban ocupando el sureste de la Guayana española.
En marzo de 1773, el gobernador despachó una nueva expedición al mando del teniente de infantería Vicente Díez de la Fuente. Siguiendo el curso del Paragua, Díez de la Fuente llegó hasta la horqueta formada por los ríos Paraguamusi y Antavari, donde estableció un campamento y desde allí envió al cabo Isidoro Rendón al mando de un grupo de hombres que remontaran el río Uraricoera hasta la confluencia con el Tacutu y desde allí seguirían por el tramo alto de este, conocido por los indios makuxis como Auaraurú (Abarauru para los españoles). A su regreso, Rendón informó haber visto sabanas inundables, pero ninguna laguna o mina de oro. Esta avanzada debió afrontar asimismo ataques de indios caribes, falleciendo en uno de ellos el cacique aliado Paranacare. Posteriormente, Centurión envió a doscientas familias para poblar siete nuevos asentamientos, de los cuales tres se hallarían en la frontera con la región de Parima.
La tercera expedición española partió en octubre de 1775, siendo organizada nuevamente por Díez de la Fuente, quien encomendó el mando del grupo al subteniente Antonio López con la asistencia de Isidoro Rendón. Tras pasar por los pueblos recientemente fundados, la expedición continuó río arriba por el Tacutu en dirección al «Cerro Dorado» (probablemente el Apucuano). Mientras tanto, la autoridad portuguesa de Barcelos, enterada de la construcción de nuevos asentamientos españoles en la región del Parima, solicitó un batallón de refuerzo con el cual logró desmantelar los pueblos de San Juan Bautista y de Santa Rosa, interceptando luego a la expedición de Antonio López que ya había comenzado el viaje de retorno. Este episodio generó un intercambio de protestas entre los gobernadores españoles y portugueses por la soberanía que pretendían ambas coronas sobre dicha región. A este conflicto se sumó la pretensión de la corte francesa de ampliar su territorio de ocupación en la Guayana, otorgando facilidades y beneficios a quienes quisieran establecerse y comerciar en la zona.
El Virrey de Nueva Granada, Manuel Antonio Flores, invitó a los gobernadores de Margarita y Guayana a plantear las observaciones y medidas necesarias para impedir que los franceses y portugueses tomaran posesión de dichos territorios. En la Guayana gobernaba provisoriamente José Linares en sustitución de Manuel Centurión, quien se hallaba en la Península para defenderse en el pleito que tenía con los frailes capuchinos. A través de Linares, Centurión envió su misiva junto con un plano de la región en el que se daba por hecho la existencia de la Laguna Parima y del cerro Dorado. Mientras tanto, el gobernador de Margarita, brigadier Agustín Crame, conocedor de la región de Guayana, envió su informe recomendando ocupar y fortificar la zona de penetración portuguesa, considerándola el verdadero peligro para la región, ya que los franceses aún se hallaban a una distancia considerable de la supuesta laguna Parima. Crame acompañó su misiva con una copia del Mapa General de la Guayana, elaborado por Luis de Surville, donde el territorio francés aparecía menos expandido hacia el interior y se eliminaban además anteriores ambigüedades con respecto a las fuentes del Orinoco y la ubicación de la Laguna Parima.
Tras la escalada bélica registrada en 1776,se produjo un acercamiento entre los gobiernos de España y Portugal para fijar nuevos límites en el territorio sudamericano. El arbitraje quedó definido en el acuerdo de San Ildefonso de octubre de 1777, mediante el cual España logró recuperar algunas zonas de la región del Paraguay y del Río de la Plata, aunque a cambio debió ceder un amplio sector del norte del Amazonas, donde los portugueses evidentemente estaban más consolidados que los hispanos. Una vez resuelto el conflicto con los lusitanos, las autoridades españoles concentraron sus esfuerzos en desarrollar el poblamiento de la Guayana oriental ante el peligro que suponía el plan de ocupación galés. Por último, diversos factores que dificultaban el desarrollo de la colonia francesa provocaron el abandono de su proyecto expansionista hacia la década de 1780.
Por aquel entonces, ya existían numerosos indicios de que la legendaria Laguna Parima o Parime no era más que una planicie de inundación de una cuenca fluvial, cuya principal arteria era el río Parime, que durante las crecidas anegaba una extensión considerable del territorio. Dicha teoría fue confirmada por la expedición de Alexander von Humboldt y Aimé Bonpland, realizada en el territorio de Venezuela en el año 1800, en la que estos observaron que la crecida del río Parime era el hecho que había dado origen a la leyenda de la gran laguna en el interior de la Guayana. Sin embargo, hasta la década de 1820 aproximadamente continuaron apareciendo mapas que, aunque mucho más rigurosos y precisos en su topografía e hidrografía, siguieron registrando la existencia de la Laguna Parima con su típica forma cuadrangular.

### Desagüe de lagunas sagradas
La historia de las ofrendas de oro y esmeraldas también condujo a los primeros intentos por desaguar las lagunas sagradas de los muiscas.
El primer desagüe de la laguna de Guatavita lo realizó Hernán Pérez de Quesada, consiguiendo únicamente el equivalente a tres o cuatro mil pesos de oro. En 1652, un rico mercader de Bogotá, llamado Sepúlveda, obtuvo de Felipe IV la concesión para una segunda pesquisa. Sepúlveda realizó un corte en uno de los cerros con el fin de desaguar la laguna, obteniendo de esta empresa solo una valiosa esmeralda. Finalmente, una compañía inglesa, por concesión del gobierno de Colombia, procedió a desaguar completamente la laguna de Guatavita, descubriendo en el fondo una capa de lodo de tres metros de espesor. Allí se encontraron algunos tunjos, esmeraldas y objetos de cerámica.
La laguna Siecha fue desaguada parcialmente en 1856 por Joaquín y Bernardino Tovar, asociados con Guillermo Paris y Rafael Chacón. El nivel de las aguas descendió unos tres metros, permitiendo descubrir varias esmeraldas y algunas piezas de oro, entre las que se destacaba una balsa muisca, similar a la hallada en 1969, pero que desapareció.
En 1870 se realizó un nuevo intento por desaguar la laguna Siecha a cargo de Crowther y Enrique Urdaneta, que perforaron 187 metros de roca de arenisca sobre el muro occidental. Sin embargo, cuando faltaban 3 metros para finalizar el túnel, los dos señores y un peón murieron asfixiados por las emanaciones viciadas del lodo, sumadas al olor de la combustión de la pólvora empleada para la perforación.

## En la cultura popular

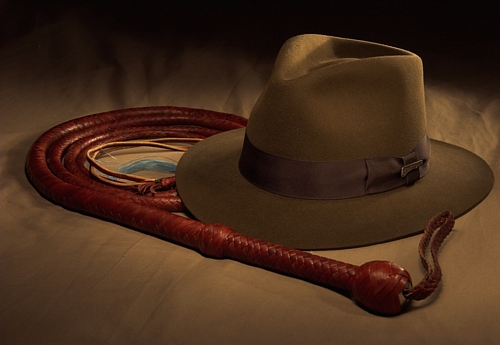
Sombrero y látigo del arqueólogo Indiana Jones, quien buscó El Dorado en una película y una novela.

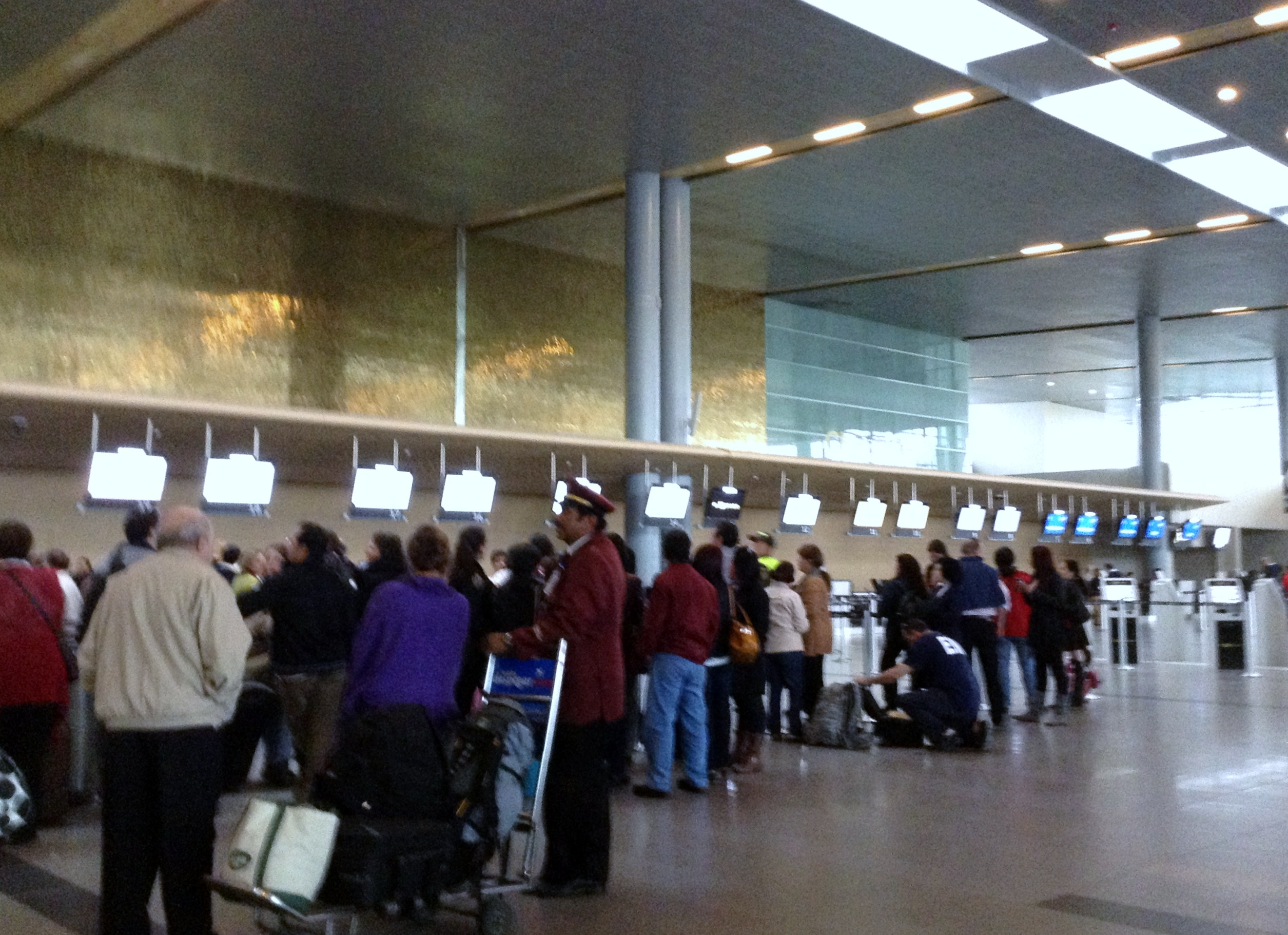
Aeropuerto Internacional El Dorado (Bogotá-Colombia).

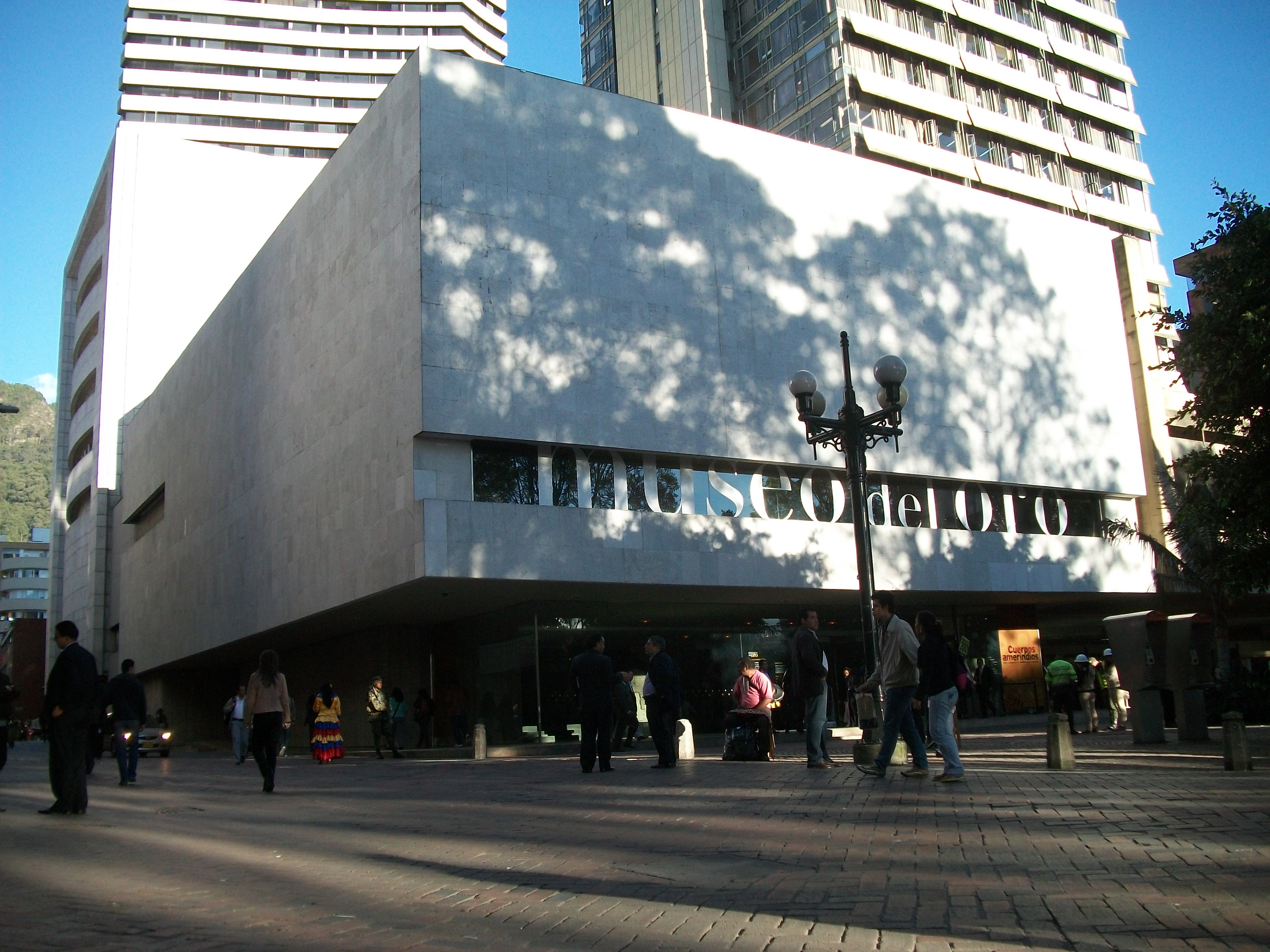
Museo del Oro (Bogotá-Colombia).

- El Dorado es el segundo álbum de estudio del grupo colombiano Aterciopelados, publicado en 1995 en formato casete, vinilo y CD. Fue grabado entre octubre y diciembre de 1994 y producido por Federico López.

- Carlos Saura filma la película El Dorado  en Costa Rica  basada en la leyenda de la mítica ciudad.[60]

- En la película National Treasure: Book of Secrets, de Nicolas Cage, el mismo protagonista resuelve unas pistas hasta llegar a la ciudad dorada que se encuentra bajo el lago del Monte Rushmore.

- En Indiana Jones y el reino de la calavera de cristal: El arqueólogo Indiana Jones está en busca de la mítica Calavera de Cristal, en donde en la historia se hace referencia que, en realidad, "El Dorado" es una ciudad llamada Akator (en su nombre Ugha), en donde el arqueólogo tiene que devolver la calavera antes que los rusos. En la novela Indiana Jones y el Oro del Dorado, editada en Alemania, el personaje también busca esta ciudad.[61]

- En la película de animación The Road to El Dorado, dos jóvenes ganan un mapa que supuestamente indica el camino hacia la ciudad de El Dorado. Ambos descubren que el mapa es auténtico y que existe la ciudad.

- En el videojuego Gun, el protagonista Colton White debe acabar con un cruel magnate de los ferrocarriles que busca desesperadamente El Dorado, concretamente la ciudad de Quivira.

- En el juego de PlayStation 3 y PlayStation 4, Uncharted: El tesoro de Drake, el protagonista Nathan Drake sigue la pista del famoso pirata Sir Francis Drake que consiguió llegar a El Dorado dejando mapas y pistas para encontrar su ubicación. Finalmente descubren que se trata de una estatua de oro y que esta trae consigo una maldición que convirtió a todos los españoles que la buscaban en seres mutantes que acabaron con toda una civilización.

- Tanto Aguirre, der Zorn Gottes (Aguirre, la cólera de Dios), largometraje dirigido en 1972 por el director alemán Werner Herzog, como El Dorado, dirigido por Carlos Saura en 1988, narran la expedición organizada por Pedro de Ursúa en busca de la mítica ciudad, expedición que acabaría en la conspiración y rebelión de Lope de Aguirre contra la monarquía española.

- El cuarto álbum de la banda inglesa Electric Light Orchestra, publicado en 1974, se titula Eldorado.

- El primer sencillo del álbum The Final Frontier de la banda inglesa Iron Maiden se titula "El Dorado".

- En la película Black Panther del Universo cinematográfico de Marvel, a la Golden City, la capital de Wakanda, se la nombró como El Dorado, dándole la ubicación errónea en América del Sur, cuando en realidad siempre ha estado en el África Meridional.

- El dúo alemán Modern Talking incluyó en la placa "América" una canción titulada "The Witchqueen of El Dorado", haciendo referencia más bien espiritual a las funciones de los gobernantes de El Dorado.

- El grupo español de folk metal Mägo de Oz tiene una canción instrumental en su álbum Gaia III: Atlantia de 2010 llamada "Fuerza y Honor (El Dorado)". En la historia que acompaña a dicho álbum, se explica la historia de El Dorado.

- También el grupo español dirigido por Carlos Goñi, Revólver, publicó en 1995 un CD llamado El Dorado, que incluye una canción del mismo nombre.

- La serie animada de televisión franco-nipona-luxemburguesa Las Misteriosas Ciudades De Oro, narra las aventuras de un joven español que se embarca al Nuevo Mundo y se hace amigo de una joven inca y de un nativo de las Islas Galápagos, quienes inician la búsqueda de El Dorado.

- En la película de aventuras The Mask of Zorro, el cruel millonario Don Rafael Montero presenta "El Dorado" a otros magnates (entre los que se encuentra el alter ego del héroe enmascarado, Alejandro de La Vega) en el cual trabajan un grupo enorme de californianos esclavizados para que extraigan el oro que utilizará Montero en su plan de comprar California a Antonio López de Santa Anna.

- En la serie de dibujos animados DuckTales, se narra en algunos de sus capítulos las aventuras de sus personajes en busca de la ciudad del Dorado, consumiéndolos en una fiebre de oro.

- En una obra de Voltaire, llamada Cándido o el optimismo el protagonista consigue llegar a la ciudad oculta de El Dorado la cual está hecha de oro y el comportamiento de sus habitantes es modélico, ya que no dan valor a los minerales de oro.

- En el Anime One Piece, en el capítulo 187 cuenta la historia del guerrero Karugara y Norland (el mentiroso), donde Norland, siendo un explorador y almirante de un barco explorador de un reino del Mar del Norte, es guiado por el sonido de una campana, y por este sonido llega a la isla de Jaya, que está siendo azotada por una extraña enfermedad que ha cobrado muchas vidas; los habitantes de este pueblo sacrifican a una mujer de su tribu a sus Dioses para que curen su enfermedad. Norland les propone curarlos a todos a cambio de que jamás vuelva a practicar el ritual de sacrificio. Después, Norland logra cumplir su promesa de curar la enfermedad de los habitantes de Jaya. Norland y Karugara inician una gran amistad. Como agradecimiento por haberlos ayudado Karugara conduce a Norland y su tripulación hasta Shandra, la "Ciudad de Oro", donde le muestra a Norland la Campana Dorada, el orgullo de su tribu. Seguidamente de hechos sucedidos en la isla, Norland regresa a su país, Karugara alcanza a despedirse de Norland, y lo invita a volver a Jaya (Karugara le promete que todos los días hará sonar la campana para que él y su tripulación puedan llegar hasta Jaya). Tiempo después, Norland le cuenta sobre la Ciudad de Oro al Rey de su pueblo y este lo acompaña para ver con sus propios ojos, si es cierta. Sin embargo, una Knoked Up se lleva a parte de la Isla de Jaya al cielo. Kuragara desesperado por volver a tocar la campana para que Norland encuentre la isla y luchan por recuperar; al no encontrar la Isla de Oro, el Rey declara a Norland un mentiroso y lo condena a ser ejecutado.

- En el anime Digimon Data Squad o Digimon Savers aparece un digimon llamado eldoradimon el cual es una clara referencia a El Dorado.

- En el videojuego Pitfall: The Lost Expedition, Harry el protagonista, encuentra la ciudad El Dorado.

- La productora musical Two Steps from Hell posee un tema llamado El Dorado, incluida en su álbum Skyworld del 2012.

- La telenovela Cumbia Ninja de FOX se basa en la leyenda del Dorado, en la cual narra que hay un gran tesoro en un barrio de estrato bajo en el centro de Bogotá, llamado "La Colina".

- El grupo surcoreano EXO revela la versión completa del tema "El Dorado" en su concierto The Lost Planet #2 EXO'Luxion el 6 de marzo de 2015. Este tema formó parte de uno de los teasers debut del mismo grupo en 2012, junto al miembro Chanyeol.

- T.O.P, miembro del famoso grupo surcoreano BIGBANG, hace mención de El Dorado en la canción Fxxk It, lanzada en 2016.

- En el videojuego Plantas contra Zombis 2, existe un mundo llamado la "Ciudad Perdida" y está basado en este lugar.

- Shakira lanzó un disco en 2017 llamado "El Dorado".

- En el anime Garo: Vanishing Line existe una ciudad llamada El Dorado.

- En la canción "Gold" del tercer álbum de estudio de la cantante galesa Marina and the Diamonds, Froot (álbum), el cual hace referencia a la leyenda de El Dorado.

- En Yu-Gi-Oh, hay un conjunto de cartas basadas en El Dorado, bajo el nombre de "Eldlich". Algunos nombres de estas cartas están en español (aún en su impresión en otros idiomas), e incluso una de ellas menciona "The Golden Land" en su nombre.

- En Bad Piggies, juego de rovio, hay un capítulo llamado "Road To El Porkado", haciendo referencia a El Dorado.

- En el videojuego Geometry Dash existe un nivel titulado "El Dorado" haciendo referencia en el mismo a dicha ciudad hecha de oro. Años más tarde, aparecería otro nivel titulado "The Golden" siendo un remake del nivel nombrado anteriormente, haciendo de igual forma, referencia a esta ciudad.

- En la tercera temporada de la serie juvenil de Netflix Outer Banks, el lugar fue protagonista de la búsqueda del tesoro.

- En 2006, la leyenda de El Dorado fue nominada como símbolo cultural de Colombia en el concurso organizado por la revista Semana con el apoyo de Caracol TV, el Ministerio de Cultura y Colombia es pasión.[62]

- El escritor Demetrio Aguilera Malta publicaría dentro de su trilogía "Episodios Americanos" la llamada "El Quijote de El Dorado: Orellana y el río de las Amazonas", editado en Madrid en el año de 1964.

### Lugares
- Laguna de Guatavita (Colombia)
- Sesquilé (Colombia)
- Aeropuerto Internacional El Dorado (Colombia)
- Pasca (Colombia)
- Lago Parima
- Puerto Francisco de Orellana (Ecuador)
- San Juan de los Dos Ríos de Tena (Ecuador)
- Camino de Orellana (Ecuador)
- Placa conmemorativa de Quito (Ecuador)

### Otros mitos americanos
- Cíbola (Norteamérica)
- Quivira (Norteamérica)
- Manuscrito 512 (Sudamérica)
- Paititi (Sudamérica)
- Sierra de la Plata (Sudamérica)
- Manoa (Sudamérica)
- Ciudad de los Césares (Sudamérica)
- Minas de Tisingal (Costa Rica)